# Lista över fornlämningar i Tidaholms kommun
Lista över fornlämningar i Tidaholms kommun är en förteckning av ett urval av de fornlämningar som finns i Tidaholms kommun.

## Acklinga
| Namn                    | Lämningstyp                 | Tillkomsttid | Historisk indelning     | Plats | Läge                 | ID-nr          | Bild                                 |
| ----------------------- | --------------------------- | ------------ | ----------------------- | ----- | -------------------- | -------------- | ------------------------------------ |
| Acklinga 1:1            | Röse                        |              | Acklinga, Västergötland |       | 58.196281, 13.915667 | 10184400010001 | Ladda upp en bild av detta fornminne |
| Kyrkerör (Acklinga 3:1) | Röse                        |              | Acklinga, Västergötland |       | 58.192065, 13.907779 | 10184400030001 | Ladda upp en bild av detta fornminne |
| Kyrkerör (Acklinga 3:2) | Stensättning                |              | Acklinga, Västergötland |       | 58.191570, 13.907811 | 10184400030002 | Ladda upp en bild av detta fornminne |
| Acklinga 4:1            | Stensättning                |              | Acklinga, Västergötland |       | 58.190516, 13.905990 | 10184400040001 | Ladda upp en bild av detta fornminne |
| Acklinga 5:1            | Stensättning                |              | Acklinga, Västergötland |       | 58.189306, 13.898199 | 10184400050001 | Ladda upp en bild av detta fornminne |
| Acklinga 7:1            | Stensättning                |              | Acklinga, Västergötland |       | 58.192182, 13.904819 | 10184400070001 | Ladda upp en bild av detta fornminne |
| Acklinga 8:1            | Stensättning                |              | Acklinga, Västergötland |       | 58.192302, 13.846805 | 10184400080001 | Ladda upp en bild av detta fornminne |
| Acklinga 8:2            | Stensättning                |              | Acklinga, Västergötland |       | 58.192347, 13.847063 | 10184400080002 | Ladda upp en bild av detta fornminne |
| Acklinga 8:3            | Stensättning                |              | Acklinga, Västergötland |       | 58.192408, 13.846061 | 10184400080003 | Ladda upp en bild av detta fornminne |
| Acklinga 10:1           | Gravfält                    |              | Acklinga, Västergötland |       | 58.201060, 13.879942 | 10184400100001 | Ladda upp en bild av detta fornminne |
| Acklinga 11:1           | Stensättning                |              | Acklinga, Västergötland |       | 58.204318, 13.865456 | 10184400110001 | Ladda upp en bild av detta fornminne |
| Acklinga 12:1           | Stensättning                |              | Acklinga, Västergötland |       | 58.208103, 13.862372 | 10184400120001 | Ladda upp en bild av detta fornminne |
| Acklinga 12:2           | Grav markerad av sten/block |              | Acklinga, Västergötland |       | 58.207910, 13.861990 | 10184400120002 | Ladda upp en bild av detta fornminne |
| Acklinga 15:1           | Röse                        |              | Acklinga, Västergötland |       | 58.190370, 13.907844 | 10184400150001 | Ladda upp en bild av detta fornminne |
| Acklinga 15:2           | Röse                        |              | Acklinga, Västergötland |       | 58.190079, 13.907183 | 10184400150002 | Ladda upp en bild av detta fornminne |
| Acklinga 16:1           | Stenkrets                   |              | Acklinga, Västergötland |       | 58.201776, 13.879830 | 10184400160001 | Ladda upp en bild av detta fornminne |
| Acklinga 16:2           | Grav markerad av sten/block |              | Acklinga, Västergötland |       | 58.201928, 13.879970 | 10184400160002 | Ladda upp en bild av detta fornminne |
| Acklinga 19:1           | Gravfält                    |              | Acklinga, Västergötland |       | 58.194468, 13.840879 | 10184400190001 | Ladda upp en bild av detta fornminne |
| Acklinga 20:1           | Stensättning                |              | Acklinga, Västergötland |       | 58.182262, 13.894907 | 10184400200001 | Ladda upp en bild av detta fornminne |
| Acklinga 33:1           | Stensättning                |              | Acklinga, Västergötland |       | 58.200760, 13.878632 | 10184400330001 | Ladda upp en bild av detta fornminne |
| Acklinga 33:2           | Stensättning                |              | Acklinga, Västergötland |       | 58.200880, 13.878745 | 10184400330002 | Ladda upp en bild av detta fornminne |
| Acklinga 37:1           | Stensättning                |              | Acklinga, Västergötland |       | 58.189273, 13.910384 | 10184400370001 | Ladda upp en bild av detta fornminne |
| Acklinga 38:1           | Stensättning                |              | Acklinga, Västergötland |       | 58.187644, 13.897098 | 10184400380001 | Ladda upp en bild av detta fornminne |
| Acklinga 39:1           | Stensättning                |              | Acklinga, Västergötland |       | 58.186000, 13.898115 | 10184400390001 | Ladda upp en bild av detta fornminne |
| Acklinga 43:1           | Hällristning                |              | Acklinga, Västergötland |       | 58.186083, 13.920568 | 10184400430001 | Ladda upp en bild av detta fornminne |

## Agnetorp
| Namn          | Lämningstyp      | Tillkomsttid | Historisk indelning     | Plats | Läge                 | ID-nr          | Bild                                 |
| ------------- | ---------------- | ------------ | ----------------------- | ----- | -------------------- | -------------- | ------------------------------------ |
| Agnetorp 5:1  | Gravfält         |              | Agnetorp, Västergötland |       | 58.188338, 13.981644 | 10184500050001 | Ladda upp en bild av detta fornminne |
| Agnetorp 6:1  | Gravfält         |              | Agnetorp, Västergötland |       | 58.198325, 14.033730 | 10184500060001 | Ladda upp en bild av detta fornminne |
| Agnetorp 12:1 | Stensättning     |              | Agnetorp, Västergötland |       | 58.198869, 14.033794 | 10184500120001 | Ladda upp en bild av detta fornminne |
| Agnetorp 77:1 | Begravningsplats |              | Agnetorp, Västergötland |       | 58.207672, 14.121732 | 10184500770001 | Ladda upp en bild av detta fornminne |
| Daretorp 21:1 | Röse             |              | Agnetorp, Västergötland |       | 58.156174, 13.988797 | 10187400210001 | Ladda upp en bild av detta fornminne |

## Baltak
| Namn                                | Lämningstyp  | Tillkomsttid | Historisk indelning   | Plats | Läge                 | ID-nr          | Bild                                 |
| ----------------------------------- | ------------ | ------------ | --------------------- | ----- | -------------------- | -------------- | ------------------------------------ |
| Magderör (Baltak 1:1)               | Röse         |              | Baltak, Västergötland |       | 58.139874, 13.902170 | 10184700010001 | Ladda upp en bild av detta fornminne |
| Magderör (Baltak 1:2)               | Stensättning |              | Baltak, Västergötland |       | 58.139647, 13.902364 | 10184700010002 | Ladda upp en bild av detta fornminne |
| Baltak 2:1                          | Stensättning |              | Baltak, Västergötland |       | 58.143793, 13.908675 | 10184700020001 | Ladda upp en bild av detta fornminne |
| Baltak 2:2                          | Stensättning |              | Baltak, Västergötland |       | 58.143881, 13.908804 | 10184700020002 | Ladda upp en bild av detta fornminne |
| Baltak 3:1                          | Stensättning |              | Baltak, Västergötland |       | 58.144065, 13.910521 | 10184700030001 | Ladda upp en bild av detta fornminne |
| Baltak 3:2                          | Stensättning |              | Baltak, Västergötland |       | 58.144225, 13.910514 | 10184700030002 | Ladda upp en bild av detta fornminne |
| Baltak 4:1                          | Hög          |              | Baltak, Västergötland |       | 58.145317, 13.911805 | 10184700040001 | Ladda upp en bild av detta fornminne |
| Baltak 5:1                          | Stensättning |              | Baltak, Västergötland |       | 58.154234, 13.913509 | 10184700050001 | Ladda upp en bild av detta fornminne |
| Baltak 6:1                          | Gravfält     |              | Baltak, Västergötland |       | 58.156296, 13.922682 | 10184700060001 | Ladda upp en bild av detta fornminne |
| Baltak 7:1                          | Stensättning |              | Baltak, Västergötland |       | 58.154767, 13.923217 | 10184700070001 | Ladda upp en bild av detta fornminne |
| Baltak 7:2                          | Hög          |              | Baltak, Västergötland |       | 58.155287, 13.923110 | 10184700070002 | Ladda upp en bild av detta fornminne |
| Baltak 7:3                          | Hög          |              | Baltak, Västergötland |       | 58.155423, 13.923067 | 10184700070003 | Ladda upp en bild av detta fornminne |
| Baltak 9:1                          | Stensättning |              | Baltak, Västergötland |       | 58.156583, 13.918472 | 10184700090001 | Ladda upp en bild av detta fornminne |
| Baltak 10:1                         | Stensättning |              | Baltak, Västergötland |       | 58.156861, 13.917632 | 10184700100001 | Ladda upp en bild av detta fornminne |
| Baltak 10:2                         | Stensättning |              | Baltak, Västergötland |       | 58.156977, 13.917278 | 10184700100002 | Ladda upp en bild av detta fornminne |
| Baltak 11:1                         | Stensättning |              | Baltak, Västergötland |       | 58.161035, 13.900428 | 10184700110001 | Ladda upp en bild av detta fornminne |
| Baltak 12:1                         | Stensättning |              | Baltak, Västergötland |       | 58.160121, 13.920769 | 10184700120001 | Ladda upp en bild av detta fornminne |
| Baltak 13:1                         | Stensättning |              | Baltak, Västergötland |       | 58.172787, 13.913971 | 10184700130001 | Ladda upp en bild av detta fornminne |
| Baltak 13:2                         | Stenkrets    |              | Baltak, Västergötland |       | 58.172654, 13.913502 | 10184700130002 | Ladda upp en bild av detta fornminne |
| Baltak 14:1                         | Stensättning |              | Baltak, Västergötland |       | 58.172982, 13.912870 | 10184700140001 | Ladda upp en bild av detta fornminne |
| Baltak 15:2                         | Stensättning |              | Baltak, Västergötland |       | 58.167549, 13.909070 | 10184700150002 | Ladda upp en bild av detta fornminne |
| Baltak 16:1                         | Stensättning |              | Baltak, Västergötland |       | 58.163938, 13.920475 | 10184700160001 | Ladda upp en bild av detta fornminne |
| Baltak 16:2                         | Stensättning |              | Baltak, Västergötland |       | 58.163685, 13.920159 | 10184700160002 | Ladda upp en bild av detta fornminne |
| Baltak 16:3                         | Stensättning |              | Baltak, Västergötland |       | 58.163585, 13.920037 | 10184700160003 | Ladda upp en bild av detta fornminne |
| Baltak 17:1                         | Röse         |              | Baltak, Västergötland |       | 58.163372, 13.894905 | 10184700170001 | Ladda upp en bild av detta fornminne |
| Drottning Bollas grav (Baltak 18:1) | Röse         |              | Baltak, Västergötland |       | 58.124331, 13.920021 | 10184700180001 | Ladda upp en bild av detta fornminne |
| Drottning Bollas grav (Baltak 18:2) | Stensättning |              | Baltak, Västergötland |       | 58.124146, 13.919778 | 10184700180002 | Ladda upp en bild av detta fornminne |
| Baltak 21:1                         | Stensättning |              | Baltak, Västergötland |       | 58.162795, 13.919247 | 10184700210001 | Ladda upp en bild av detta fornminne |
| Baltak 22:1                         | Stensättning |              | Baltak, Västergötland |       | 58.164455, 13.916986 | 10184700220001 | Ladda upp en bild av detta fornminne |
| Baltak 26:1                         | Stensättning |              | Baltak, Västergötland |       | 58.166572, 13.936649 | 10184700260001 | Ladda upp en bild av detta fornminne |
| Baltak 27:1                         | Hällristning |              | Baltak, Västergötland |       | 58.158133, 13.890527 | 10184700270001 | Ladda upp en bild av detta fornminne |

## Daretorp
| Namn          | Lämningstyp  | Tillkomsttid | Historisk indelning     | Plats | Läge                 | ID-nr          | Bild                                 |
| ------------- | ------------ | ------------ | ----------------------- | ----- | -------------------- | -------------- | ------------------------------------ |
| Daretorp 2:1  | Stensättning |              | Daretorp, Västergötland |       | 58.151414, 14.027996 | 10187400020001 | Ladda upp en bild av detta fornminne |
| Daretorp 19:1 | Stenkrets    |              | Daretorp, Västergötland |       | 58.177083, 14.093430 | 10187400190001 | Ladda upp en bild av detta fornminne |

## Dimbo
| Namn                       | Lämningstyp                 | Tillkomsttid | Historisk indelning  | Plats | Läge                 | ID-nr          | Bild                                      |
| -------------------------- | --------------------------- | ------------ | -------------------- | ----- | -------------------- | -------------- | ----------------------------------------- |
| Dimbo 1:1                  | Stensättning                |              | Dimbo, Västergötland |       | 58.146486, 13.814419 | 10187500010001 | Ladda upp en bild av detta fornminne      |
| Dimbo 2:1                  | Gravfält                    |              | Dimbo, Västergötland |       | 58.159243, 13.815071 | 10187500020001 | Ladda upp en bild av detta fornminne      |
| Dimbo 3:1                  | Stenkammargrav              |              | Dimbo, Västergötland |       | 58.158796, 13.814355 | 10187500030001 | Ladda upp en bild av detta fornminne      |
| Dimbo 4:1                  | Stensättning                |              | Dimbo, Västergötland |       | 58.158932, 13.818285 | 10187500040001 | Ladda upp en bild av detta fornminne      |
| Dimbo 4:2                  | Stenkammargrav              |              | Dimbo, Västergötland |       | 58.158800, 13.818195 | 10187500040002 | Ladda upp en bild av detta fornminne      |
| Dimbo 4:3                  | Stenkrets                   |              | Dimbo, Västergötland |       | 58.158629, 13.818029 | 10187500040003 | Ladda upp en bild av detta fornminne      |
| Dimbo 5:1                  | Stensättning                |              | Dimbo, Västergötland |       | 58.165953, 13.818770 | 10187500050001 | Ladda upp en bild av detta fornminne      |
| Dimbo gravfält (Dimbo 6:1) | Gravfält                    |              | Dimbo, Västergötland |       | 58.166948, 13.821105 | 10187500060001 | Ladda upp en till bild av detta fornminne |
| Dimbo 7:1                  | Gravfält                    |              | Dimbo, Västergötland |       | 58.166574, 13.824541 | 10187500070001 | Ladda upp en bild av detta fornminne      |
| Dimbo 8:1                  | Begravningsplats            |              | Dimbo, Västergötland |       | 58.168185, 13.818124 | 10187500080001 | Ladda upp en bild av detta fornminne      |
| Dimbo 9:1                  | Hög                         |              | Dimbo, Västergötland |       | 58.174368, 13.826179 | 10187500090001 | Ladda upp en bild av detta fornminne      |
| Dimbo 10:1                 | Hög                         |              | Dimbo, Västergötland |       | 58.171795, 13.825979 | 10187500100001 | Ladda upp en bild av detta fornminne      |
| Dimbo 11:1                 | Stensättning                |              | Dimbo, Västergötland |       | 58.174205, 13.830669 | 10187500110001 | Ladda upp en bild av detta fornminne      |
| Dimbo 12:1                 | Stensättning                |              | Dimbo, Västergötland |       | 58.173384, 13.835193 | 10187500120001 | Ladda upp en bild av detta fornminne      |
| Dimbo 14:1                 | Hög                         |              | Dimbo, Västergötland |       | 58.177447, 13.833057 | 10187500140001 | Ladda upp en bild av detta fornminne      |
| Dimbo 15:1                 | Hög                         |              | Dimbo, Västergötland |       | 58.175808, 13.818462 | 10187500150001 | Ladda upp en bild av detta fornminne      |
| Dimbo 15:2                 | Stensättning                |              | Dimbo, Västergötland |       | 58.175715, 13.818548 | 10187500150002 | Ladda upp en bild av detta fornminne      |
| Dimbo 15:3                 | Stenkammargrav              |              | Dimbo, Västergötland |       | 58.175584, 13.818692 | 10187500150003 | Ladda upp en bild av detta fornminne      |
| Dimbo 17:1                 | Gravfält                    |              | Dimbo, Västergötland |       | 58.176956, 13.818101 | 10187500170001 | Ladda upp en bild av detta fornminne      |
| Dimbo 18:1                 | Stensättning                |              | Dimbo, Västergötland |       | 58.177682, 13.809800 | 10187500180001 | Ladda upp en bild av detta fornminne      |
| Dimbo 18:2                 | Stenkammargrav              |              | Dimbo, Västergötland |       | 58.177520, 13.809783 | 10187500180002 | Ladda upp en bild av detta fornminne      |
| Dimbo 21:1                 | Stenkammargrav              |              | Dimbo, Västergötland |       | 58.152284, 13.813464 | 10187500210001 | Ladda upp en bild av detta fornminne      |
| Dimbo 22:1                 | Stensättning                |              | Dimbo, Västergötland |       | 58.149151, 13.811699 | 10187500220001 | Ladda upp en bild av detta fornminne      |
| Dimbo 23:1                 | Stenkammargrav              |              | Dimbo, Västergötland |       | 58.144541, 13.811130 | 10187500230001 | Ladda upp en bild av detta fornminne      |
| Dimbo 24:1                 | Hällristning                |              | Dimbo, Västergötland |       | 58.145655, 13.818528 | 10187500240001 | Ladda upp en bild av detta fornminne      |
| Dimbo 25:1                 | Stensättning                |              | Dimbo, Västergötland |       | 58.144816, 13.819682 | 10187500250001 | Ladda upp en bild av detta fornminne      |
| Blåkulla (Dimbo 26:1)      | Hög                         |              | Dimbo, Västergötland |       | 58.164538, 13.815225 | 10187500260001 | Ladda upp en bild av detta fornminne      |
| Dimbo 27:1                 | Stenkrets                   |              | Dimbo, Västergötland |       | 58.149407, 13.787383 | 10187500270001 | Ladda upp en bild av detta fornminne      |
| Dimbo 30:1                 | Stenkammargrav              |              | Dimbo, Västergötland |       | 58.146011, 13.786378 | 10187500300001 | Ladda upp en bild av detta fornminne      |
| Dimbo 32:1                 | Stenkammargrav              |              | Dimbo, Västergötland |       | 58.150777, 13.766495 | 10187500320001 | Ladda upp en bild av detta fornminne      |
| Dimbo 33:1                 | Stensättning                |              | Dimbo, Västergötland |       | 58.154374, 13.776098 | 10187500330001 | Ladda upp en bild av detta fornminne      |
| Dimbo 33:2                 | Stensättning                |              | Dimbo, Västergötland |       | 58.154308, 13.775890 | 10187500330002 | Ladda upp en bild av detta fornminne      |
| Dimbo 34:1                 | Stensättning                |              | Dimbo, Västergötland |       | 58.154756, 13.776806 | 10187500340001 | Ladda upp en bild av detta fornminne      |
| Dimbo 37:1                 | Hällristning                |              | Dimbo, Västergötland |       | 58.156033, 13.778333 | 10187500370001 | Ladda upp en bild av detta fornminne      |
| Dimbo 38:1                 | Stensättning                |              | Dimbo, Västergötland |       | 58.165552, 13.809054 | 10187500380001 | Ladda upp en bild av detta fornminne      |
| Dimbo 39:2                 | Hög                         |              | Dimbo, Västergötland |       | 58.157452, 13.797391 | 10187500390002 | Ladda upp en bild av detta fornminne      |
| Dimbo 40:1                 | Stensättning                |              | Dimbo, Västergötland |       | 58.154410, 13.787033 | 10187500400001 | Ladda upp en bild av detta fornminne      |
| Dimbo 40:2                 | Stensättning                |              | Dimbo, Västergötland |       | 58.154103, 13.786659 | 10187500400002 | Ladda upp en bild av detta fornminne      |
| Dimbo 41:1                 | Begravningsplats            |              | Dimbo, Västergötland |       | 58.158005, 13.790182 | 10187500410001 | Ladda upp en bild av detta fornminne      |
| Dimbo 41:2                 | Kyrka/kapell                |              | Dimbo, Västergötland |       | 58.157990, 13.790451 | 10187500410002 | Ladda upp en bild av detta fornminne      |
| Dimbo 43:1                 | Gravfält                    |              | Dimbo, Västergötland |       | 58.165739, 13.782312 | 10187500430001 | Ladda upp en bild av detta fornminne      |
| Dimbo 45:1                 | Stenkammargrav              |              | Dimbo, Västergötland |       | 58.163176, 13.790635 | 10187500450001 | Ladda upp en bild av detta fornminne      |
| Dimbo 48:1                 | Stensättning                |              | Dimbo, Västergötland |       | 58.161303, 13.771007 | 10187500480001 | Ladda upp en bild av detta fornminne      |
| Dimbo 48:2                 | Stensättning                |              | Dimbo, Västergötland |       | 58.161413, 13.770803 | 10187500480002 | Ladda upp en bild av detta fornminne      |
| Dimbo 49:1                 | Stensättning                |              | Dimbo, Västergötland |       | 58.161245, 13.768371 | 10187500490001 | Ladda upp en bild av detta fornminne      |
| Dimbo 50:2                 | Stensättning                |              | Dimbo, Västergötland |       | 58.159679, 13.768364 | 10187500500002 | Ladda upp en bild av detta fornminne      |
| Dimbo 52:1                 | Stensättning                |              | Dimbo, Västergötland |       | 58.159902, 13.767409 | 10187500520001 | Ladda upp en bild av detta fornminne      |
| Dimbo 52:2                 | Stensättning                |              | Dimbo, Västergötland |       | 58.159451, 13.767286 | 10187500520002 | Ladda upp en bild av detta fornminne      |
| Dimbo 76:1                 | Stenkammargrav              |              | Dimbo, Västergötland |       | 58.146314, 13.818369 | 10187500760001 | Ladda upp en bild av detta fornminne      |
| Dimbo 98:1                 | Stensättning                |              | Dimbo, Västergötland |       | 58.141580, 13.808120 | 10187500980001 | Ladda upp en bild av detta fornminne      |
| Dimbo 101:1                | Hällristning                |              | Dimbo, Västergötland |       | 58.142966, 13.811651 | 10187501010001 | Ladda upp en bild av detta fornminne      |
| Dimbo 105:1                | Stensättning                |              | Dimbo, Västergötland |       | 58.148658, 13.788163 | 10187501050001 | Ladda upp en bild av detta fornminne      |
| Dimbo 105:2                | Grav markerad av sten/block |              | Dimbo, Västergötland |       | 58.148748, 13.788461 | 10187501050002 | Ladda upp en bild av detta fornminne      |
| Dimbo 106:1                | Stensättning                |              | Dimbo, Västergötland |       | 58.148068, 13.814986 | 10187501060001 | Ladda upp en bild av detta fornminne      |
| Dimbo 108:1                | Stensättning                |              | Dimbo, Västergötland |       | 58.170925, 13.879156 | 10187501080001 | Ladda upp en bild av detta fornminne      |
| Dimbo 108:2                | Stensättning                |              | Dimbo, Västergötland |       | 58.170787, 13.879062 | 10187501080002 | Ladda upp en bild av detta fornminne      |
| Dimbo 110:1                | Röse                        |              | Dimbo, Västergötland |       | 58.169086, 13.895048 | 10187501100001 | Ladda upp en bild av detta fornminne      |
| Dimbo 112:1                | Gravfält                    |              | Dimbo, Västergötland |       | 58.221021, 13.837346 | 10187501120001 | Ladda upp en bild av detta fornminne      |
| Dimbo 113:1                | Stensättning                |              | Dimbo, Västergötland |       | 58.220142, 13.837706 | 10187501130001 | Ladda upp en bild av detta fornminne      |
| Dimbo 114:1                | Stenkrets                   |              | Dimbo, Västergötland |       | 58.219697, 13.837675 | 10187501140001 | Ladda upp en bild av detta fornminne      |
| Dimbo 114:2                | Stenkrets                   |              | Dimbo, Västergötland |       | 58.219722, 13.837460 | 10187501140002 | Ladda upp en bild av detta fornminne      |
| Dimbo 114:3                | Grav markerad av sten/block |              | Dimbo, Västergötland |       | 58.219614, 13.837750 | 10187501140003 | Ladda upp en bild av detta fornminne      |
| Dimbo 115:1                | Gravfält                    |              | Dimbo, Västergötland |       | 58.221256, 13.839141 | 10187501150001 | Ladda upp en bild av detta fornminne      |
| Dimbo 119:1                | Stenkrets                   |              | Dimbo, Västergötland |       | 58.221727, 13.839151 | 10187501190001 | Ladda upp en bild av detta fornminne      |
| Dimbo 120:1                | Stensättning                |              | Dimbo, Västergötland |       | 58.219649, 13.841278 | 10187501200001 | Ladda upp en bild av detta fornminne      |
| Dimbo 122:1                | Stenkrets                   |              | Dimbo, Västergötland |       | 58.220696, 13.836540 | 10187501220001 | Ladda upp en bild av detta fornminne      |
| Dimbo 123:1                | Stensättning                |              | Dimbo, Västergötland |       | 58.219084, 13.837174 | 10187501230001 | Ladda upp en bild av detta fornminne      |
| Dimbo 123:2                | Stenkrets                   |              | Dimbo, Västergötland |       | 58.219145, 13.837052 | 10187501230002 | Ladda upp en bild av detta fornminne      |
| Dimbo 123:3                | Stenkrets                   |              | Dimbo, Västergötland |       | 58.219003, 13.837185 | 10187501230003 | Ladda upp en bild av detta fornminne      |
| Dimbo 123:4                | Stenkrets                   |              | Dimbo, Västergötland |       | 58.218911, 13.837136 | 10187501230004 | Ladda upp en bild av detta fornminne      |
| Dimbo 124:1                | Stensättning                |              | Dimbo, Västergötland |       | 58.218148, 13.837704 | 10187501240001 | Ladda upp en bild av detta fornminne      |
| Dimbo 124:2                | Grav markerad av sten/block |              | Dimbo, Västergötland |       | 58.218060, 13.837791 | 10187501240002 | Ladda upp en bild av detta fornminne      |
| Dimbo 124:3                | Grav markerad av sten/block |              | Dimbo, Västergötland |       | 58.218058, 13.837627 | 10187501240003 | Ladda upp en bild av detta fornminne      |
| Dimbo 124:4                | Grav markerad av sten/block |              | Dimbo, Västergötland |       | 58.218148, 13.837704 | 10187501240004 | Ladda upp en bild av detta fornminne      |
| Dimbo 125:1                | Stensättning                |              | Dimbo, Västergötland |       | 58.215540, 13.841683 | 10187501250001 | Ladda upp en bild av detta fornminne      |
| Dimbo 125:2                | Stensättning                |              | Dimbo, Västergötland |       | 58.215419, 13.841772 | 10187501250002 | Ladda upp en bild av detta fornminne      |
| Dimbo 127:1                | Stenkrets                   |              | Dimbo, Västergötland |       | 58.219718, 13.837230 | 10187501270001 | Ladda upp en bild av detta fornminne      |

## Fröjered
| Namn          | Lämningstyp                 | Tillkomsttid | Historisk indelning     | Plats | Läge                 | ID-nr          | Bild                                 |
| ------------- | --------------------------- | ------------ | ----------------------- | ----- | -------------------- | -------------- | ------------------------------------ |
| Fröjered 1:1  | Stensättning                |              | Fröjered, Västergötland |       | 58.252704, 14.039336 | 10190000010001 | Ladda upp en bild av detta fornminne |
| Fröjered 6:1  | Stensättning                |              | Fröjered, Västergötland |       | 58.241436, 14.054898 | 10190000060001 | Ladda upp en bild av detta fornminne |
| Fröjered 7:1  | Stensättning                |              | Fröjered, Västergötland |       | 58.240726, 14.053953 | 10190000070001 | Ladda upp en bild av detta fornminne |
| Fröjered 7:2  | Stensättning                |              | Fröjered, Västergötland |       | 58.240651, 14.053700 | 10190000070002 | Ladda upp en bild av detta fornminne |
| Fröjered 13:1 | Stenkrets                   |              | Fröjered, Västergötland |       | 58.223083, 14.027431 | 10190000130001 | Ladda upp en bild av detta fornminne |
| Fröjered 13:2 | Grav markerad av sten/block |              | Fröjered, Västergötland |       | 58.223083, 14.027431 | 10190000130002 | Ladda upp en bild av detta fornminne |
| Fröjered 13:3 | Grav markerad av sten/block |              | Fröjered, Västergötland |       | 58.223083, 14.027431 | 10190000130003 | Ladda upp en bild av detta fornminne |
| Fröjered 14:1 | Grav markerad av sten/block |              | Fröjered, Västergötland |       | 58.213900, 14.034014 | 10190000140001 | Ladda upp en bild av detta fornminne |
| Fröjered 14:2 | Grav markerad av sten/block |              | Fröjered, Västergötland |       | 58.214078, 14.033906 | 10190000140002 | Ladda upp en bild av detta fornminne |
| Fröjered 16:1 | Röse                        |              | Fröjered, Västergötland |       | 58.246146, 14.067629 | 10190000160001 | Ladda upp en bild av detta fornminne |
| Fröjered 16:2 | Stensättning                |              | Fröjered, Västergötland |       | 58.245919, 14.067364 | 10190000160002 | Ladda upp en bild av detta fornminne |
| Fröjered 16:3 | Stenkrets                   |              | Fröjered, Västergötland |       | 58.245738, 14.067251 | 10190000160003 | Ladda upp en bild av detta fornminne |
| Fröjered 16:4 | Stensättning                |              | Fröjered, Västergötland |       | 58.246213, 14.068138 | 10190000160004 | Ladda upp en bild av detta fornminne |
| Fröjered 17:1 | Stenkrets                   |              | Fröjered, Västergötland |       | 58.243539, 14.066440 | 10190000170001 | Ladda upp en bild av detta fornminne |
| Fröjered 17:2 | Stenkrets                   |              | Fröjered, Västergötland |       | 58.243431, 14.066410 | 10190000170002 | Ladda upp en bild av detta fornminne |
| Fröjered 17:3 | Stensättning                |              | Fröjered, Västergötland |       | 58.243358, 14.066225 | 10190000170003 | Ladda upp en bild av detta fornminne |
| Fröjered 18:1 | Stenkrets                   |              | Fröjered, Västergötland |       | 58.239804, 14.064091 | 10190000180001 | Ladda upp en bild av detta fornminne |
| Fröjered 21:1 | Begravningsplats            |              | Fröjered, Västergötland |       | 58.247041, 14.020155 | 10190000210001 | Ladda upp en bild av detta fornminne |
| Fröjered 23:1 | Gravfält                    |              | Fröjered, Västergötland |       | 58.246932, 14.099120 | 10190000230001 | Ladda upp en bild av detta fornminne |
| Fröjered 27:1 | Stensättning                |              | Fröjered, Västergötland |       | 58.254723, 13.975193 | 10190000270001 | Ladda upp en bild av detta fornminne |
| Fröjered 39:1 | Röse                        |              | Fröjered, Västergötland |       | 58.227124, 13.988739 | 10190000390001 | Ladda upp en bild av detta fornminne |
| Fröjered 39:2 | Stensättning                |              | Fröjered, Västergötland |       | 58.227077, 13.988554 | 10190000390002 | Ladda upp en bild av detta fornminne |
| Fröjered 39:3 | Stenkrets                   |              | Fröjered, Västergötland |       | 58.227036, 13.988879 | 10190000390003 | Ladda upp en bild av detta fornminne |
| Fröjered 43:1 | Stensättning                |              | Fröjered, Västergötland |       | 58.231246, 13.993474 | 10190000430001 | Ladda upp en bild av detta fornminne |
| Fröjered 53:1 | Grav markerad av sten/block |              | Fröjered, Västergötland |       | 58.223770, 14.027832 | 10190000530001 | Ladda upp en bild av detta fornminne |
| Fröjered 61:1 | Stensättning                |              | Fröjered, Västergötland |       | 58.229764, 14.032048 | 10190000610001 | Ladda upp en bild av detta fornminne |
| Fröjered 68:1 | Stensättning                |              | Fröjered, Västergötland |       | 58.240269, 14.051262 | 10190000680001 | Ladda upp en bild av detta fornminne |
| Fröjered 69:1 | Hällristning                |              | Fröjered, Västergötland |       | 58.235264, 14.039874 | 10190000690001 | Ladda upp en bild av detta fornminne |
| Fröjered 70:1 | Stensättning                |              | Fröjered, Västergötland |       | 58.245247, 14.013910 | 10190000700001 | Ladda upp en bild av detta fornminne |

## Härja
| Namn       | Lämningstyp                 | Tillkomsttid | Historisk indelning  | Plats | Läge                 | ID-nr          | Bild                                 |
| ---------- | --------------------------- | ------------ | -------------------- | ----- | -------------------- | -------------- | ------------------------------------ |
| Härja 7:1  | Stensättning                |              | Härja, Västergötland |       | 58.058320, 13.885248 | 10194100070001 | Ladda upp en bild av detta fornminne |
| Härja 8:1  | Röse                        |              | Härja, Västergötland |       | 58.046350, 13.882786 | 10194100080001 | Ladda upp en bild av detta fornminne |
| Härja 8:2  | Röse                        |              | Härja, Västergötland |       | 58.046481, 13.882773 | 10194100080002 | Ladda upp en bild av detta fornminne |
| Härja 9:1  | Gravfält                    |              | Härja, Västergötland |       | 58.047117, 13.883025 | 10194100090001 | Ladda upp en bild av detta fornminne |
| Härja 10:1 | Stensättning                |              | Härja, Västergötland |       | 58.048018, 13.883361 | 10194100100001 | Ladda upp en bild av detta fornminne |
| Härja 11:1 | Stensättning                |              | Härja, Västergötland |       | 58.046791, 13.879817 | 10194100110001 | Ladda upp en bild av detta fornminne |
| Härja 11:2 | Stensättning                |              | Härja, Västergötland |       | 58.046917, 13.880075 | 10194100110002 | Ladda upp en bild av detta fornminne |
| Härja 11:3 | Stensättning                |              | Härja, Västergötland |       | 58.047039, 13.880172 | 10194100110003 | Ladda upp en bild av detta fornminne |
| Härja 14:1 | Stenkrets                   |              | Härja, Västergötland |       | 58.069800, 13.930402 | 10194100140001 | Ladda upp en bild av detta fornminne |
| Härja 14:2 | Stenkrets                   |              | Härja, Västergötland |       | 58.069757, 13.930272 | 10194100140002 | Ladda upp en bild av detta fornminne |
| Härja 14:3 | Stenkrets                   |              | Härja, Västergötland |       | 58.069713, 13.930132 | 10194100140003 | Ladda upp en bild av detta fornminne |
| Härja 29:1 | Grav markerad av sten/block |              | Härja, Västergötland |       | 58.041754, 14.018746 | 10194100290001 | Ladda upp en bild av detta fornminne |
| Härja 29:2 | Grav markerad av sten/block |              | Härja, Västergötland |       | 58.041700, 14.018590 | 10194100290002 | Ladda upp en bild av detta fornminne |
| Härja 50:1 | Stensättning                |              | Härja, Västergötland |       | 58.048604, 13.884700 | 10194100500001 | Ladda upp en bild av detta fornminne |
| Härja 83:1 | Stensättning                |              | Härja, Västergötland |       | 58.069846, 13.967737 | 10194100830001 | Ladda upp en bild av detta fornminne |
| Härja 94:1 | Stensättning                |              | Härja, Västergötland |       | 58.069202, 13.909394 | 10194100940001 | Ladda upp en bild av detta fornminne |

## Hångsdala
| Namn                       | Lämningstyp    | Tillkomsttid | Historisk indelning      | Plats | Läge                 | ID-nr          | Bild                                 |
| -------------------------- | -------------- | ------------ | ------------------------ | ----- | -------------------- | -------------- | ------------------------------------ |
| Hångsdala 1:1              | Stensättning   |              | Hångsdala, Västergötland |       | 58.116252, 13.756265 | 10193500010001 | Ladda upp en bild av detta fornminne |
| Hångsdala 2:1              | Stenkammargrav |              | Hångsdala, Västergötland |       | 58.126098, 13.790432 | 10193500020001 | Ladda upp en bild av detta fornminne |
| Hångsdala 2:2              | Hällristning   |              | Hångsdala, Västergötland |       | 58.126108, 13.790431 | 10193500020002 | Ladda upp en bild av detta fornminne |
| Hångsdala 2:3              | Hällristning   |              | Hångsdala, Västergötland |       | 58.126104, 13.790424 | 10193500020003 | Ladda upp en bild av detta fornminne |
| Hångsdala 3:1              | Stensättning   |              | Hångsdala, Västergötland |       | 58.123181, 13.787248 | 10193500030001 | Ladda upp en bild av detta fornminne |
| Hångsdala 3:2              | Stensättning   |              | Hångsdala, Västergötland |       | 58.123096, 13.787194 | 10193500030002 | Ladda upp en bild av detta fornminne |
| Hångsdala 3:3              | Stensättning   |              | Hångsdala, Västergötland |       | 58.122971, 13.787154 | 10193500030003 | Ladda upp en bild av detta fornminne |
| Hångsdala 4:1              | Stensättning   |              | Hångsdala, Västergötland |       | 58.123522, 13.795068 | 10193500040001 | Ladda upp en bild av detta fornminne |
| Hångsdala 5:1              | Stensättning   |              | Hångsdala, Västergötland |       | 58.122403, 13.798633 | 10193500050001 | Ladda upp en bild av detta fornminne |
| Hångsdala 8:1              | Stensättning   |              | Hångsdala, Västergötland |       | 58.121851, 13.787762 | 10193500080001 | Ladda upp en bild av detta fornminne |
| Hångsdala 9:1              | Hög            |              | Hångsdala, Västergötland |       | 58.121458, 13.791086 | 10193500090001 | Ladda upp en bild av detta fornminne |
| Hångsdala 9:2              | Stensättning   |              | Hångsdala, Västergötland |       | 58.121596, 13.790791 | 10193500090002 | Ladda upp en bild av detta fornminne |
| Hångsdala 10:1             | Stensättning   |              | Hångsdala, Västergötland |       | 58.122505, 13.790834 | 10193500100001 | Ladda upp en bild av detta fornminne |
| Hångsdala 10:2             | Stensättning   |              | Hångsdala, Västergötland |       | 58.122422, 13.790957 | 10193500100002 | Ladda upp en bild av detta fornminne |
| Kanehall (Hångsdala 11:1)  | Stenkammargrav |              | Hångsdala, Västergötland |       | 58.118085, 13.789602 | 10193500110001 | Ladda upp en bild av detta fornminne |
| Hångsdala 12:1             | Hög            |              | Hångsdala, Västergötland |       | 58.121102, 13.788225 | 10193500120001 | Ladda upp en bild av detta fornminne |
| Hångsdala 12:2             | Stensättning   |              | Hångsdala, Västergötland |       | 58.120826, 13.788344 | 10193500120002 | Ladda upp en bild av detta fornminne |
| Hångsdala 13:1             | Hög            |              | Hångsdala, Västergötland |       | 58.118608, 13.788150 | 10193500130001 | Ladda upp en bild av detta fornminne |
| Hångsdala 14:1             | Stenkammargrav |              | Hångsdala, Västergötland |       | 58.115793, 13.784700 | 10193500140001 | Ladda upp en bild av detta fornminne |
| Hångsdala 15:1             | Stenkammargrav |              | Hångsdala, Västergötland |       | 58.115223, 13.784410 | 10193500150001 | Ladda upp en bild av detta fornminne |
| Hångsdala 16:1             | Hög            |              | Hångsdala, Västergötland |       | 58.118912, 13.782116 | 10193500160001 | Ladda upp en bild av detta fornminne |
| Hångsdala 17:1             | Stensättning   |              | Hångsdala, Västergötland |       | 58.118169, 13.780175 | 10193500170001 | Ladda upp en bild av detta fornminne |
| Hångsdala 18:1             | Stenkammargrav |              | Hångsdala, Västergötland |       | 58.122852, 13.778148 | 10193500180001 | Ladda upp en bild av detta fornminne |
| Hångsdala 21:1             | Stenkammargrav |              | Hångsdala, Västergötland |       | 58.117030, 13.774153 | 10193500210001 | Ladda upp en bild av detta fornminne |
| Hångsdala 22:1             | Stenkammargrav |              | Hångsdala, Västergötland |       | 58.114554, 13.774228 | 10193500220001 | Ladda upp en bild av detta fornminne |
| Hångsdala 23:1             | Stensättning   |              | Hångsdala, Västergötland |       | 58.115451, 13.769531 | 10193500230001 | Ladda upp en bild av detta fornminne |
| Lockehall (Hångsdala 25:1) | Stenkammargrav |              | Hångsdala, Västergötland |       | 58.112211, 13.759224 | 10193500250001 | Ladda upp en bild av detta fornminne |
| Lockehall (Hångsdala 25:2) | Hällristning   |              | Hångsdala, Västergötland |       | 58.112211, 13.759224 | 10193500250002 | Ladda upp en bild av detta fornminne |
| Hångsdala 26:1             | Stenkammargrav |              | Hångsdala, Västergötland |       | 58.114540, 13.799827 | 10193500260001 | Ladda upp en bild av detta fornminne |
| Hångsdala 27:1             | Hög            |              | Hångsdala, Västergötland |       | 58.110671, 13.793183 | 10193500270001 | Ladda upp en bild av detta fornminne |
| Hångsdala 28:1             | Stensättning   |              | Hångsdala, Västergötland |       | 58.109069, 13.797550 | 10193500280001 | Ladda upp en bild av detta fornminne |
| Hångsdala 29:1             | Stensättning   |              | Hångsdala, Västergötland |       | 58.099997, 13.767055 | 10193500290001 | Ladda upp en bild av detta fornminne |
| Gullhall (Hångsdala 30:1)  | Stenkammargrav |              | Hångsdala, Västergötland |       | 58.100396, 13.764201 | 10193500300001 | Ladda upp en bild av detta fornminne |
| Hångsdala 31:1             | Gravfält       |              | Hångsdala, Västergötland |       | 58.136118, 13.779584 | 10193500310001 | Ladda upp en bild av detta fornminne |
| Hångsdala 33:1             | Stensättning   |              | Hångsdala, Västergötland |       | 58.113372, 13.744809 | 10193500330001 | Ladda upp en bild av detta fornminne |
| Hångsdala 33:2             | Stensättning   |              | Hångsdala, Västergötland |       | 58.113065, 13.745025 | 10193500330002 | Ladda upp en bild av detta fornminne |
| Hångsdala 34:1             | Stensättning   |              | Hångsdala, Västergötland |       | 58.107551, 13.752637 | 10193500340001 | Ladda upp en bild av detta fornminne |
| Hångsdala 35:1             | Stensättning   |              | Hångsdala, Västergötland |       | 58.116315, 13.753035 | 10193500350001 | Ladda upp en bild av detta fornminne |
| Hångsdala 36:1             | Stensättning   |              | Hångsdala, Västergötland |       | 58.108489, 13.797069 | 10193500360001 | Ladda upp en bild av detta fornminne |
| Hångsdala 37:1             | Stensättning   |              | Hångsdala, Västergötland |       | 58.100025, 13.765868 | 10193500370001 | Ladda upp en bild av detta fornminne |
| Hångsdala 38:1             | Stensättning   |              | Hångsdala, Västergötland |       | 58.118254, 13.778922 | 10193500380001 | Ladda upp en bild av detta fornminne |
| Hångsdala 42:1             | Stensättning   |              | Hångsdala, Västergötland |       | 58.143084, 13.767833 | 10193500420001 | Ladda upp en bild av detta fornminne |
| Hångsdala 43:1             | Hög            |              | Hångsdala, Västergötland |       | 58.140266, 13.771135 | 10193500430001 | Ladda upp en bild av detta fornminne |
| Hångsdala 45:1             | Stenkammargrav |              | Hångsdala, Västergötland |       | 58.144449, 13.779261 | 10193500450001 | Ladda upp en bild av detta fornminne |
| Hångsdala 46:1             | Stenkrets      |              | Hångsdala, Västergötland |       | 58.143987, 13.775650 | 10193500460001 | Ladda upp en bild av detta fornminne |
| Hångsdala 46:2             | Stenkammargrav |              | Hångsdala, Västergötland |       | 58.143848, 13.776080 | 10193500460002 | Ladda upp en bild av detta fornminne |
| Hångsdala 80:1             | Hög            |              | Hångsdala, Västergötland |       | 58.142270, 13.767314 | 10193500800001 | Ladda upp en bild av detta fornminne |

## Hömb
| Namn                    | Lämningstyp                 | Tillkomsttid | Historisk indelning | Plats | Läge                 | ID-nr          | Bild                                 |
| ----------------------- | --------------------------- | ------------ | ------------------- | ----- | -------------------- | -------------- | ------------------------------------ |
| Hömb 1:1                | Röse                        |              | Hömb, Västergötland |       | 58.251759, 13.863126 | 10194500010001 | Ladda upp en bild av detta fornminne |
| Hömb 1:2                | Röse                        |              | Hömb, Västergötland |       | 58.251848, 13.863087 | 10194500010002 | Ladda upp en bild av detta fornminne |
| Hömb 1:3                | Grav markerad av sten/block |              | Hömb, Västergötland |       | 58.251928, 13.863015 | 10194500010003 | Ladda upp en bild av detta fornminne |
| Hömb 1:4                | Röse                        |              | Hömb, Västergötland |       | 58.252089, 13.862990 | 10194500010004 | Ladda upp en bild av detta fornminne |
| Hömb 3:1                | Stensättning                |              | Hömb, Västergötland |       | 58.237261, 13.906317 | 10194500030001 | Ladda upp en bild av detta fornminne |
| Hömb 4:1                | Röse                        |              | Hömb, Västergötland |       | 58.237260, 13.907662 | 10194500040001 | Ladda upp en bild av detta fornminne |
| Hömb 5:1                | Röse                        |              | Hömb, Västergötland |       | 58.239355, 13.907142 | 10194500050001 | Ladda upp en bild av detta fornminne |
| Hömb 6:1                | Stensättning                |              | Hömb, Västergötland |       | 58.244800, 13.887504 | 10194500060001 | Ladda upp en bild av detta fornminne |
| Hömb 8:1                | Röse                        |              | Hömb, Västergötland |       | 58.235935, 13.925237 | 10194500080001 | Ladda upp en bild av detta fornminne |
| Hömb 8:2                | Stensättning                |              | Hömb, Västergötland |       | 58.235929, 13.924761 | 10194500080002 | Ladda upp en bild av detta fornminne |
| Hömb 9:1                | Röse                        |              | Hömb, Västergötland |       | 58.229654, 13.915476 | 10194500090001 | Ladda upp en bild av detta fornminne |
| Hömb 10:1               | Hög                         |              | Hömb, Västergötland |       | 58.235932, 13.907007 | 10194500100001 | Ladda upp en bild av detta fornminne |
| Hömb 11:1               | Röse                        |              | Hömb, Västergötland |       | 58.233633, 13.922787 | 10194500110001 | Ladda upp en bild av detta fornminne |
| Hömb 11:2               | Röse                        |              | Hömb, Västergötland |       | 58.233786, 13.922780 | 10194500110002 | Ladda upp en bild av detta fornminne |
| Hömb 12:1               | Hällristning                |              | Hömb, Västergötland |       | 58.242473, 13.926052 | 10194500120001 | Ladda upp en bild av detta fornminne |
| "Gullröret" (Hömb 13:1) | Stensättning                |              | Hömb, Västergötland |       | 58.238015, 13.894690 | 10194500130001 | Ladda upp en bild av detta fornminne |
| Hömb 14:1               | Hällristning                |              | Hömb, Västergötland |       | 58.238154, 13.894956 | 10194500140001 | Ladda upp en bild av detta fornminne |
| Hömb 15:1               | Stensättning                |              | Hömb, Västergötland |       | 58.236931, 13.891540 | 10194500150001 | Ladda upp en bild av detta fornminne |
| Hömb 17:1               | Stensättning                |              | Hömb, Västergötland |       | 58.235081, 13.893837 | 10194500170001 | Ladda upp en bild av detta fornminne |
| Hömb 17:2               | Stensättning                |              | Hömb, Västergötland |       | 58.235123, 13.893449 | 10194500170002 | Ladda upp en bild av detta fornminne |
| Hömb 18:1               | Röse                        |              | Hömb, Västergötland |       | 58.227226, 13.941043 | 10194500180001 | Ladda upp en bild av detta fornminne |
| Hömb 41:1               | Grav markerad av sten/block |              | Hömb, Västergötland |       | 58.246952, 13.920864 | 10194500410001 | Ladda upp en bild av detta fornminne |
| Hömb 58:1               | Stensättning                |              | Hömb, Västergötland |       | 58.233746, 13.860162 | 10194500580001 | Ladda upp en bild av detta fornminne |
| Hömb 59:1               | Stenkrets                   |              | Hömb, Västergötland |       | 58.232988, 13.860504 | 10194500590001 | Ladda upp en bild av detta fornminne |

## Kungslena
| Namn                            | Lämningstyp                 | Tillkomsttid | Historisk indelning      | Plats       | Läge                 | ID-nr          | Bild                                      |
| ------------------------------- | --------------------------- | ------------ | ------------------------ | ----------- | -------------------- | -------------- | ----------------------------------------- |
| Kungslena 12:1                  | Stensättning                |              | Kungslena, Västergötland |             | 58.240443, 13.845088 | 10195800120001 | Ladda upp en bild av detta fornminne      |
| Kungslena 13:1                  | Stensättning                |              | Kungslena, Västergötland |             | 58.235132, 13.805801 | 10195800130001 | Ladda upp en bild av detta fornminne      |
| Kungslena 13:2                  | Stensättning                |              | Kungslena, Västergötland |             | 58.235188, 13.805658 | 10195800130002 | Ladda upp en bild av detta fornminne      |
| Kungslena 14:1                  | Stensättning                |              | Kungslena, Västergötland |             | 58.235225, 13.805388 | 10195800140001 | Ladda upp en bild av detta fornminne      |
| Kungslena 14:3                  | Stensättning                |              | Kungslena, Västergötland |             | 58.235417, 13.804799 | 10195800140003 | Ladda upp en bild av detta fornminne      |
| Kungslena 14:4                  | Stensättning                |              | Kungslena, Västergötland |             | 58.235373, 13.804599 | 10195800140004 | Ladda upp en bild av detta fornminne      |
| Kungslena 15:1                  | Stensättning                |              | Kungslena, Västergötland |             | 58.235315, 13.802858 | 10195800150001 | Ladda upp en bild av detta fornminne      |
| Kungslena 15:2                  | Grav markerad av sten/block |              | Kungslena, Västergötland |             | 58.235319, 13.802603 | 10195800150002 | Ladda upp en bild av detta fornminne      |
| Kungslena 17:1                  | Stensättning                |              | Kungslena, Västergötland |             | 58.234102, 13.804222 | 10195800170001 | Ladda upp en bild av detta fornminne      |
| Kungslena 17:2                  | Grav markerad av sten/block |              | Kungslena, Västergötland |             | 58.233842, 13.804540 | 10195800170002 | Ladda upp en bild av detta fornminne      |
| Kungslena 17:3                  | Stensättning                |              | Kungslena, Västergötland |             | 58.233511, 13.804725 | 10195800170003 | Ladda upp en bild av detta fornminne      |
| Kungslena 17:4                  | Stensättning                |              | Kungslena, Västergötland |             | 58.233488, 13.804488 | 10195800170004 | Ladda upp en bild av detta fornminne      |
| Kungslena 17:5                  | Stensättning                |              | Kungslena, Västergötland |             | 58.233377, 13.805245 | 10195800170005 | Ladda upp en bild av detta fornminne      |
| Kungslena 18:1                  | Stensättning                |              | Kungslena, Västergötland |             | 58.233077, 13.805552 | 10195800180001 | Ladda upp en bild av detta fornminne      |
| Kungslena 19:1                  | Stensättning                |              | Kungslena, Västergötland |             | 58.232938, 13.802143 | 10195800190001 | Ladda upp en bild av detta fornminne      |
| Kungslena 21:1                  | Gravfält                    |              | Kungslena, Västergötland |             | 58.224580, 13.805590 | 10195800210001 | Ladda upp en bild av detta fornminne      |
| Lenaborg (Kungslena 22:1)       | Borg                        |              | Kungslena, Västergötland | Varvsberget | 58.223824, 13.805422 | 10195800220001 | Ladda upp en till bild av detta fornminne |
| Kungslena 26:1                  | Stensättning                |              | Kungslena, Västergötland |             | 58.222080, 13.776638 | 10195800260001 | Ladda upp en bild av detta fornminne      |
| Kungslena 26:2                  | Hög                         |              | Kungslena, Västergötland |             | 58.222597, 13.775562 | 10195800260002 | Ladda upp en bild av detta fornminne      |
| Kungslena 27:1                  | Stensättning                |              | Kungslena, Västergötland |             | 58.223655, 13.776062 | 10195800270001 | Ladda upp en bild av detta fornminne      |
| Kungslena 28:1                  | Stensättning                |              | Kungslena, Västergötland |             | 58.222509, 13.767243 | 10195800280001 | Ladda upp en bild av detta fornminne      |
| Kung Vides hög (Kungslena 32:1) | Hög                         |              | Kungslena, Västergötland |             | 58.226924, 13.800932 | 10195800320001 | Ladda upp en bild av detta fornminne      |
| Kung Vides hög (Kungslena 32:2) | Stensättning                |              | Kungslena, Västergötland |             | 58.227456, 13.800060 | 10195800320002 | Ladda upp en bild av detta fornminne      |
| Kungslena 33:1                  | Hög                         |              | Kungslena, Västergötland |             | 58.229358, 13.809964 | 10195800330001 | Ladda upp en bild av detta fornminne      |
| Kungslena 34:1                  | Stensättning                |              | Kungslena, Västergötland |             | 58.230370, 13.812544 | 10195800340001 | Ladda upp en bild av detta fornminne      |
| Kungslena 34:2                  | Stensättning                |              | Kungslena, Västergötland |             | 58.230185, 13.811825 | 10195800340002 | Ladda upp en bild av detta fornminne      |
| Kungslena 36:1                  | Stensättning                |              | Kungslena, Västergötland |             | 58.234226, 13.799207 | 10195800360001 | Ladda upp en bild av detta fornminne      |
| Borrahögen (Kungslena 37:1)     | Stensättning                |              | Kungslena, Västergötland |             | 58.230632, 13.800555 | 10195800370001 | Ladda upp en bild av detta fornminne      |
| Borrahögen (Kungslena 37:2)     | Stensättning                |              | Kungslena, Västergötland |             | 58.230772, 13.800800 | 10195800370002 | Ladda upp en bild av detta fornminne      |
| Kungslena 38:1                  | Stensättning                |              | Kungslena, Västergötland |             | 58.237163, 13.803577 | 10195800380001 | Ladda upp en bild av detta fornminne      |
| Kungslena 38:2                  | Stensättning                |              | Kungslena, Västergötland |             | 58.237035, 13.803732 | 10195800380002 | Ladda upp en bild av detta fornminne      |
| Kungslena 38:3                  | Grav markerad av sten/block |              | Kungslena, Västergötland |             | 58.237139, 13.803726 | 10195800380003 | Ladda upp en bild av detta fornminne      |
| Kungslena 42:1                  | Stensättning                |              | Kungslena, Västergötland |             | 58.239560, 13.808906 | 10195800420001 | Ladda upp en bild av detta fornminne      |
| Kungslena 42:2                  | Stensättning                |              | Kungslena, Västergötland |             | 58.239532, 13.809266 | 10195800420002 | Ladda upp en bild av detta fornminne      |
| Kungslena 42:3                  | Stensättning                |              | Kungslena, Västergötland |             | 58.239580, 13.809478 | 10195800420003 | Ladda upp en bild av detta fornminne      |
| Kungslena 43:1                  | Stensättning                |              | Kungslena, Västergötland |             | 58.233171, 13.789371 | 10195800430001 | Ladda upp en bild av detta fornminne      |
| Kungslena 44:1                  | Stenkammargrav              |              | Kungslena, Västergötland |             | 58.231682, 13.785341 | 10195800440001 | Ladda upp en bild av detta fornminne      |
| Kungslena 45:1                  | Stenkammargrav              |              | Kungslena, Västergötland |             | 58.234381, 13.785253 | 10195800450001 | Ladda upp en bild av detta fornminne      |
| Kungslena 46:1                  | Stensättning                |              | Kungslena, Västergötland |             | 58.236379, 13.787676 | 10195800460001 | Ladda upp en bild av detta fornminne      |
| Kungslena 47:1                  | Stenkammargrav              |              | Kungslena, Västergötland |             | 58.237676, 13.785011 | 10195800470001 | Ladda upp en bild av detta fornminne      |
| Kungslena 48:1                  | Stensättning                |              | Kungslena, Västergötland |             | 58.238051, 13.785076 | 10195800480001 | Ladda upp en bild av detta fornminne      |
| Kungslena 49:1                  | Stensättning                |              | Kungslena, Västergötland |             | 58.238285, 13.783042 | 10195800490001 | Ladda upp en bild av detta fornminne      |
| Kungslena 49:2                  | Stensättning                |              | Kungslena, Västergötland |             | 58.238545, 13.782939 | 10195800490002 | Ladda upp en bild av detta fornminne      |
| Kungslena 49:3                  | Stensättning                |              | Kungslena, Västergötland |             | 58.238699, 13.783228 | 10195800490003 | Ladda upp en bild av detta fornminne      |
| Kungslena 49:4                  | Stensättning                |              | Kungslena, Västergötland |             | 58.238543, 13.783315 | 10195800490004 | Ladda upp en bild av detta fornminne      |
| Kungslena 50:1                  | Gravfält                    |              | Kungslena, Västergötland |             | 58.239024, 13.781471 | 10195800500001 | Ladda upp en bild av detta fornminne      |
| Kungslena 52:1                  | Stensättning                |              | Kungslena, Västergötland |             | 58.226934, 13.789641 | 10195800520001 | Ladda upp en bild av detta fornminne      |
| Kungslena 53:1                  | Hällristning                |              | Kungslena, Västergötland |             | 58.238235, 13.776182 | 10195800530001 | Ladda upp en bild av detta fornminne      |
| Kungslena 56:1                  | Stenkammargrav              |              | Kungslena, Västergötland |             | 58.227531, 13.778342 | 10195800560001 | Ladda upp en bild av detta fornminne      |
| Kungslena 59:1                  | Stensättning                |              | Kungslena, Västergötland |             | 58.237874, 13.861299 | 10195800590001 | Ladda upp en bild av detta fornminne      |
| Kungslena 72:1                  | Stensättning                |              | Kungslena, Västergötland |             | 58.237144, 13.783993 | 10195800720001 | Ladda upp en bild av detta fornminne      |
| Kungslena 73:1                  | Stenkammargrav              |              | Kungslena, Västergötland |             | 58.232446, 13.788873 | 10195800730001 | Ladda upp en bild av detta fornminne      |
| Kungslena 74:1                  | Stensättning                |              | Kungslena, Västergötland |             | 58.236165, 13.786139 | 10195800740001 | Ladda upp en bild av detta fornminne      |

## Kymbo
| Namn       | Lämningstyp                 | Tillkomsttid | Historisk indelning  | Plats | Läge                 | ID-nr          | Bild                                 |
| ---------- | --------------------------- | ------------ | -------------------- | ----- | -------------------- | -------------- | ------------------------------------ |
| Kymbo 3:1  | Stenkammargrav              |              | Kymbo, Västergötland |       | 58.095598, 13.761550 | 10196000030001 | Ladda upp en bild av detta fornminne |
| Kymbo 4:1  | Gravfält                    |              | Kymbo, Västergötland |       | 58.088094, 13.769186 | 10196000040001 | Ladda upp en bild av detta fornminne |
| Kymbo 5:1  | Stensättning                |              | Kymbo, Västergötland |       | 58.079975, 13.761542 | 10196000050001 | Ladda upp en bild av detta fornminne |
| Kymbo 5:2  | Stensättning                |              | Kymbo, Västergötland |       | 58.080072, 13.761637 | 10196000050002 | Ladda upp en bild av detta fornminne |
| Kymbo 5:3  | Stensättning                |              | Kymbo, Västergötland |       | 58.080166, 13.761668 | 10196000050003 | Ladda upp en bild av detta fornminne |
| Kymbo 6:1  | Stensättning                |              | Kymbo, Västergötland |       | 58.081058, 13.762706 | 10196000060001 | Ladda upp en bild av detta fornminne |
| Kymbo 7:1  | Stenkammargrav              |              | Kymbo, Västergötland |       | 58.076287, 13.764993 | 10196000070001 | Ladda upp en bild av detta fornminne |
| Kymbo 7:2  | Stensättning                |              | Kymbo, Västergötland |       | 58.076419, 13.765151 | 10196000070002 | Ladda upp en bild av detta fornminne |
| Kymbo 7:3  | Stensättning                |              | Kymbo, Västergötland |       | 58.076143, 13.764884 | 10196000070003 | Ladda upp en bild av detta fornminne |
| Kymbo 8:1  | Hög                         |              | Kymbo, Västergötland |       | 58.075022, 13.768261 | 10196000080001 | Ladda upp en bild av detta fornminne |
| Kymbo 9:1  | Stensättning                |              | Kymbo, Västergötland |       | 58.070496, 13.754218 | 10196000090001 | Ladda upp en bild av detta fornminne |
| Kymbo 10:1 | Stensättning                |              | Kymbo, Västergötland |       | 58.069797, 13.756479 | 10196000100001 | Ladda upp en bild av detta fornminne |
| Kymbo 11:1 | Hög                         |              | Kymbo, Västergötland |       | 58.073963, 13.792844 | 10196000110001 | Ladda upp en bild av detta fornminne |
| Kymbo 12:1 | Gravfält                    |              | Kymbo, Västergötland |       | 58.086512, 13.787583 | 10196000120001 | Ladda upp en bild av detta fornminne |
| Kymbo 13:1 | Stensättning                |              | Kymbo, Västergötland |       | 58.071045, 13.802869 | 10196000130001 | Ladda upp en bild av detta fornminne |
| Kymbo 14:1 | Stenkrets                   |              | Kymbo, Västergötland |       | 58.073663, 13.804117 | 10196000140001 | Ladda upp en bild av detta fornminne |
| Kymbo 15:1 | Grav markerad av sten/block |              | Kymbo, Västergötland |       | 58.074484, 13.803887 | 10196000150001 | Ladda upp en bild av detta fornminne |
| Kymbo 16:1 | Stensättning                |              | Kymbo, Västergötland |       | 58.077762, 13.802426 | 10196000160001 | Ladda upp en bild av detta fornminne |
| Kymbo 19:1 | Stensättning                |              | Kymbo, Västergötland |       | 58.060592, 13.801850 | 10196000190001 | Ladda upp en bild av detta fornminne |
| Kymbo 20:1 | Stensättning                |              | Kymbo, Västergötland |       | 58.061215, 13.800455 | 10196000200001 | Ladda upp en bild av detta fornminne |
| Kymbo 23:1 | Grav markerad av sten/block |              | Kymbo, Västergötland |       | 58.057719, 13.836450 | 10196000230001 | Ladda upp en bild av detta fornminne |
| Kymbo 23:2 | Grav markerad av sten/block |              | Kymbo, Västergötland |       | 58.057756, 13.836272 | 10196000230002 | Ladda upp en bild av detta fornminne |
| Kymbo 23:3 | Grav markerad av sten/block |              | Kymbo, Västergötland |       | 58.057615, 13.836946 | 10196000230003 | Ladda upp en bild av detta fornminne |
| Kymbo 26:1 | Stensättning                |              | Kymbo, Västergötland |       | 58.084091, 13.768790 | 10196000260001 | Ladda upp en bild av detta fornminne |
| Kymbo 28:1 | Stensättning                |              | Kymbo, Västergötland |       | 58.070977, 13.753230 | 10196000280001 | Ladda upp en bild av detta fornminne |
| Kymbo 29:1 | Hällristning                |              | Kymbo, Västergötland |       | 58.072346, 13.757349 | 10196000290001 | Ladda upp en bild av detta fornminne |
| Kymbo 30:1 | Stensättning                |              | Kymbo, Västergötland |       | 58.076351, 13.770950 | 10196000300001 | Ladda upp en bild av detta fornminne |
| Kymbo 33:1 | Stenkrets                   |              | Kymbo, Västergötland |       | 58.075213, 13.804490 | 10196000330001 | Ladda upp en bild av detta fornminne |
| Kymbo 57:1 | Stensättning                |              | Kymbo, Västergötland |       | 58.096188, 13.761035 | 10196000570001 | Ladda upp en bild av detta fornminne |

## Ottravad
| Namn                                  | Lämningstyp      | Tillkomsttid | Historisk indelning     | Plats | Läge                 | ID-nr          | Bild                                 |
| ------------------------------------- | ---------------- | ------------ | ----------------------- | ----- | -------------------- | -------------- | ------------------------------------ |
| Ottravads ödekyrkogård (Ottravad 1:1) | Begravningsplats |              | Ottravad, Västergötland |       | 58.162043, 13.836892 | 10200700010001 | Ladda upp en bild av detta fornminne |
| Ottravad 2:1                          | Gravfält         |              | Ottravad, Västergötland |       | 58.161331, 13.833958 | 10200700020001 | Ladda upp en bild av detta fornminne |
| Ottravad 3:1                          | Gravfält         |              | Ottravad, Västergötland |       | 58.161020, 13.835120 | 10200700030001 | Ladda upp en bild av detta fornminne |
| Ottravad 5:1                          | Gravfält         |              | Ottravad, Västergötland |       | 58.159635, 13.834350 | 10200700050001 | Ladda upp en bild av detta fornminne |
| Ottravad 9:1                          | Stensättning     |              | Ottravad, Västergötland |       | 58.152444, 13.884894 | 10200700090001 | Ladda upp en bild av detta fornminne |
| Ottravad 9:2                          | Stensättning     |              | Ottravad, Västergötland |       | 58.152714, 13.885174 | 10200700090002 | Ladda upp en bild av detta fornminne |
| Ottravad 10:1                         | Stensättning     |              | Ottravad, Västergötland |       | 58.151736, 13.881640 | 10200700100001 | Ladda upp en bild av detta fornminne |
| Ottravad 10:2                         | Stensättning     |              | Ottravad, Västergötland |       | 58.151626, 13.881697 | 10200700100002 | Ladda upp en bild av detta fornminne |
| Ottravad 11:1                         | Röse             |              | Ottravad, Västergötland |       | 58.147779, 13.879148 | 10200700110001 | Ladda upp en bild av detta fornminne |
| Ottravad 11:2                         | Stensättning     |              | Ottravad, Västergötland |       | 58.147897, 13.879583 | 10200700110002 | Ladda upp en bild av detta fornminne |
| Ottravad 11:3                         | Hög              |              | Ottravad, Västergötland |       | 58.147306, 13.879095 | 10200700110003 | Ladda upp en bild av detta fornminne |
| Grårör (nr 1) (Ottravad 12:1)         | Stensättning     |              | Ottravad, Västergötland |       | 58.144974, 13.871859 | 10200700120001 | Ladda upp en bild av detta fornminne |
| Grårör (nr 1) (Ottravad 12:2)         | Stensättning     |              | Ottravad, Västergötland |       | 58.145231, 13.871925 | 10200700120002 | Ladda upp en bild av detta fornminne |
| Ottravad 13:1                         | Stensättning     |              | Ottravad, Västergötland |       | 58.151062, 13.873512 | 10200700130001 | Ladda upp en bild av detta fornminne |
| Ottravad 13:2                         | Stensättning     |              | Ottravad, Västergötland |       | 58.151146, 13.873662 | 10200700130002 | Ladda upp en bild av detta fornminne |
| Ottravad 13:3                         | Stensättning     |              | Ottravad, Västergötland |       | 58.150987, 13.873310 | 10200700130003 | Ladda upp en bild av detta fornminne |
| Ottravad 14:1                         | Stensättning     |              | Ottravad, Västergötland |       | 58.150390, 13.870927 | 10200700140001 | Ladda upp en bild av detta fornminne |
| Ottravad 17:1                         | Stensättning     |              | Ottravad, Västergötland |       | 58.158059, 13.819647 | 10200700170001 | Ladda upp en bild av detta fornminne |
| Ottravad 18:1                         | Hällristning     |              | Ottravad, Västergötland |       | 58.153877, 13.855930 | 10200700180001 | Ladda upp en bild av detta fornminne |

## Suntak
| Namn        | Lämningstyp                 | Tillkomsttid | Historisk indelning   | Plats | Läge                 | ID-nr          | Bild                                      |
| ----------- | --------------------------- | ------------ | --------------------- | ----- | -------------------- | -------------- | ----------------------------------------- |
| Suntak 2:1  | Stenkrets                   |              | Suntak, Västergötland |       | 58.134396, 13.833126 | 10204000020001 | Ladda upp en bild av detta fornminne      |
| Suntak 3:1  | Stensättning                |              | Suntak, Västergötland |       | 58.129925, 13.830540 | 10204000030001 | Ladda upp en bild av detta fornminne      |
| Suntak 3:3  | Stensättning                |              | Suntak, Västergötland |       | 58.130061, 13.831161 | 10204000030003 | Ladda upp en bild av detta fornminne      |
| Suntak 6:1  | Grav markerad av sten/block |              | Suntak, Västergötland |       | 58.125450, 13.864213 | 10204000060001 | Ladda upp en bild av detta fornminne      |
| Suntak 7:1  | Grav markerad av sten/block |              | Suntak, Västergötland |       | 58.125020, 13.864289 | 10204000070001 | Ladda upp en bild av detta fornminne      |
| Suntak 8:1  | Gravfält                    |              | Suntak, Västergötland |       | 58.124122, 13.870067 | 10204000080001 | Ladda upp en till bild av detta fornminne |
| Suntak 11:1 | Stensättning                |              | Suntak, Västergötland |       | 58.139098, 13.872564 | 10204000110001 | Ladda upp en bild av detta fornminne      |
| Suntak 13:1 | Stensättning                |              | Suntak, Västergötland |       | 58.131574, 13.868506 | 10204000130001 | Ladda upp en bild av detta fornminne      |
| Suntak 15:1 | Stensättning                |              | Suntak, Västergötland |       | 58.136624, 13.863830 | 10204000150001 | Ladda upp en bild av detta fornminne      |
| Suntak 16:1 | Gravfält                    |              | Suntak, Västergötland |       | 58.135811, 13.864254 | 10204000160001 | Ladda upp en bild av detta fornminne      |
| Suntak 19:1 | Stensättning                |              | Suntak, Västergötland |       | 58.127088, 13.872577 | 10204000190001 | Ladda upp en bild av detta fornminne      |
| Suntak 20:1 | Röse                        |              | Suntak, Västergötland |       | 58.125179, 13.894183 | 10204000200001 | Ladda upp en bild av detta fornminne      |
| Suntak 20:2 | Stensättning                |              | Suntak, Västergötland |       | 58.125441, 13.894334 | 10204000200002 | Ladda upp en bild av detta fornminne      |
| Suntak 21:1 | Stensättning                |              | Suntak, Västergötland |       | 58.124376, 13.889925 | 10204000210001 | Ladda upp en bild av detta fornminne      |
| Suntak 21:2 | Stensättning                |              | Suntak, Västergötland |       | 58.124577, 13.890064 | 10204000210002 | Ladda upp en bild av detta fornminne      |
| Suntak 21:3 | Stensättning                |              | Suntak, Västergötland |       | 58.124782, 13.890216 | 10204000210003 | Ladda upp en bild av detta fornminne      |
| Suntak 21:4 | Stensättning                |              | Suntak, Västergötland |       | 58.124119, 13.889625 | 10204000210004 | Ladda upp en bild av detta fornminne      |
| Suntak 22:1 | Stensättning                |              | Suntak, Västergötland |       | 58.138929, 13.824735 | 10204000220001 | Ladda upp en bild av detta fornminne      |
| Suntak 23:1 | Röse                        |              | Suntak, Västergötland |       | 58.139563, 13.902106 | 10204000230001 | Ladda upp en bild av detta fornminne      |
| Suntak 24:1 | Stensättning                |              | Suntak, Västergötland |       | 58.127545, 13.893274 | 10204000240001 | Ladda upp en bild av detta fornminne      |
| Suntak 24:2 | Stensättning                |              | Suntak, Västergötland |       | 58.127677, 13.892821 | 10204000240002 | Ladda upp en bild av detta fornminne      |
| Suntak 24:3 | Stensättning                |              | Suntak, Västergötland |       | 58.127959, 13.892894 | 10204000240003 | Ladda upp en bild av detta fornminne      |
| Suntak 24:4 | Stensättning                |              | Suntak, Västergötland |       | 58.128084, 13.892914 | 10204000240004 | Ladda upp en bild av detta fornminne      |
| Suntak 25:1 | Minnesmärke                 |              | Suntak, Västergötland |       | 58.125091, 13.866920 | 10204000250001 | Ladda upp en bild av detta fornminne      |
| Suntak 32:1 | Stensättning                |              | Suntak, Västergötland |       | 58.140847, 13.873152 | 10204000320001 | Ladda upp en bild av detta fornminne      |
| Suntak 32:2 | Stensättning                |              | Suntak, Västergötland |       | 58.141042, 13.873492 | 10204000320002 | Ladda upp en bild av detta fornminne      |
| Suntak 32:3 | Stensättning                |              | Suntak, Västergötland |       | 58.141109, 13.873139 | 10204000320003 | Ladda upp en bild av detta fornminne      |
| Suntak 35:1 | Stensättning                |              | Suntak, Västergötland |       | 58.137389, 13.827081 | 10204000350001 | Ladda upp en bild av detta fornminne      |
| Suntak 36:1 | Begravningsplats            |              | Suntak, Västergötland |       | 58.128813, 13.868816 | 10204000360001 | Ladda upp en bild av detta fornminne      |

## Tidaholm
| Namn          | Lämningstyp  | Tillkomsttid | Historisk indelning     | Plats | Läge                 | ID-nr          | Bild                                 |
| ------------- | ------------ | ------------ | ----------------------- | ----- | -------------------- | -------------- | ------------------------------------ |
| Agnetorp 1:1  | Hög          |              | Tidaholm, Västergötland |       | 58.194179, 13.940478 | 10184500010001 | Ladda upp en bild av detta fornminne |
| Agnetorp 2:1  | Stensättning |              | Tidaholm, Västergötland |       | 58.188593, 13.944934 | 10184500020001 | Ladda upp en bild av detta fornminne |
| Agnetorp 3:1  | Stensättning |              | Tidaholm, Västergötland |       | 58.191200, 13.953476 | 10184500030001 | Ladda upp en bild av detta fornminne |
| Agnetorp 3:2  | Stensättning |              | Tidaholm, Västergötland |       | 58.191456, 13.953107 | 10184500030002 | Ladda upp en bild av detta fornminne |
| Agnetorp 3:3  | Stensättning |              | Tidaholm, Västergötland |       | 58.191106, 13.953706 | 10184500030003 | Ladda upp en bild av detta fornminne |
| Agnetorp 25:1 | Kyrka/kapell |              | Tidaholm, Västergötland |       | 58.180514, 13.962282 | 10184500250001 | Ladda upp en bild av detta fornminne |
| Agnetorp 38:1 | Hällristning |              | Tidaholm, Västergötland |       | 58.188559, 13.944660 | 10184500380001 | Ladda upp en bild av detta fornminne |
| Agnetorp 69:1 | Stensättning |              | Tidaholm, Västergötland |       | 58.194392, 13.952983 | 10184500690001 | Ladda upp en bild av detta fornminne |
| Agnetorp 69:2 | Stensättning |              | Tidaholm, Västergötland |       | 58.194506, 13.952898 | 10184500690002 | Ladda upp en bild av detta fornminne |

## Valstad
| Namn                                  | Lämningstyp                 | Tillkomsttid | Historisk indelning    | Plats | Läge                 | ID-nr          | Bild                                 |
| ------------------------------------- | --------------------------- | ------------ | ---------------------- | ----- | -------------------- | -------------- | ------------------------------------ |
| Valstad 1:1                           | Stensättning                |              | Valstad, Västergötland |       | 58.096917, 13.772233 | 10208100010001 | Ladda upp en bild av detta fornminne |
| Valstad 4:1                           | Gravfält                    |              | Valstad, Västergötland |       | 58.100723, 13.792492 | 10208100040001 | Ladda upp en bild av detta fornminne |
| Valstad 4:2                           | Stensättning                |              | Valstad, Västergötland |       | 58.099821, 13.791966 | 10208100040002 | Ladda upp en bild av detta fornminne |
| Valstad 4:3                           | Stensättning                |              | Valstad, Västergötland |       | 58.099761, 13.791737 | 10208100040003 | Ladda upp en bild av detta fornminne |
| Valstad 4:4                           | Stensättning                |              | Valstad, Västergötland |       | 58.099877, 13.791750 | 10208100040004 | Ladda upp en bild av detta fornminne |
| Valstad 5:1                           | Hög                         |              | Valstad, Västergötland |       | 58.101328, 13.797217 | 10208100050001 | Ladda upp en bild av detta fornminne |
| Valstad 5:2                           | Stensättning                |              | Valstad, Västergötland |       | 58.101216, 13.797115 | 10208100050002 | Ladda upp en bild av detta fornminne |
| Valstad 6:1                           | Stensättning                |              | Valstad, Västergötland |       | 58.112992, 13.803085 | 10208100060001 | Ladda upp en bild av detta fornminne |
| Valstad 7:1                           | Stensättning                |              | Valstad, Västergötland |       | 58.115758, 13.803116 | 10208100070001 | Ladda upp en bild av detta fornminne |
| Valstad 8:1                           | Stenkammargrav              |              | Valstad, Västergötland |       | 58.115468, 13.800908 | 10208100080001 | Ladda upp en bild av detta fornminne |
| Valstad 9:1                           | Stenkammargrav              |              | Valstad, Västergötland |       | 58.117537, 13.803439 | 10208100090001 | Ladda upp en bild av detta fornminne |
| Valstad 10:1                          | Stensättning                |              | Valstad, Västergötland |       | 58.125896, 13.802774 | 10208100100001 | Ladda upp en bild av detta fornminne |
| Valstad 10:2                          | Stensättning                |              | Valstad, Västergötland |       | 58.125847, 13.803043 | 10208100100002 | Ladda upp en bild av detta fornminne |
| Valstad 10:3                          | Stensättning                |              | Valstad, Västergötland |       | 58.125677, 13.803221 | 10208100100003 | Ladda upp en bild av detta fornminne |
| Valstad 10:4                          | Stensättning                |              | Valstad, Västergötland |       | 58.125690, 13.802965 | 10208100100004 | Ladda upp en bild av detta fornminne |
| Valstad 12:1                          | Hög                         |              | Valstad, Västergötland |       | 58.135345, 13.804623 | 10208100120001 | Ladda upp en bild av detta fornminne |
| Valstad 12:2                          | Stensättning                |              | Valstad, Västergötland |       | 58.135212, 13.804417 | 10208100120002 | Ladda upp en bild av detta fornminne |
| Valstad 12:3                          | Stensättning                |              | Valstad, Västergötland |       | 58.135159, 13.804670 | 10208100120003 | Ladda upp en bild av detta fornminne |
| Valstad 13:1                          | Gravfält                    |              | Valstad, Västergötland |       | 58.135039, 13.805788 | 10208100130001 | Ladda upp en bild av detta fornminne |
| Valstad 14:1                          | Stensättning                |              | Valstad, Västergötland |       | 58.107432, 13.806960 | 10208100140001 | Ladda upp en bild av detta fornminne |
| Valstad 14:2                          | Stensättning                |              | Valstad, Västergötland |       | 58.107311, 13.806777 | 10208100140002 | Ladda upp en bild av detta fornminne |
| Valstad 15:1                          | Hög                         |              | Valstad, Västergötland |       | 58.111868, 13.815524 | 10208100150001 | Ladda upp en bild av detta fornminne |
| Valstad 16:1                          | Stensättning                |              | Valstad, Västergötland |       | 58.105301, 13.818574 | 10208100160001 | Ladda upp en bild av detta fornminne |
| Valstad 17:1                          | Stensättning                |              | Valstad, Västergötland |       | 58.087504, 13.799933 | 10208100170001 | Ladda upp en bild av detta fornminne |
| Valstad 18:1                          | Gravfält                    |              | Valstad, Västergötland |       | 58.094615, 13.827754 | 10208100180001 | Ladda upp en bild av detta fornminne |
| Valstad 21:1                          | Hög                         |              | Valstad, Västergötland |       | 58.103780, 13.802390 | 10208100210001 | Ladda upp en bild av detta fornminne |
| Valstad 22:1                          | Hög                         |              | Valstad, Västergötland |       | 58.139793, 13.821450 | 10208100220001 | Ladda upp en bild av detta fornminne |
| Valstad 24:1                          | Stensättning                |              | Valstad, Västergötland |       | 58.137109, 13.805068 | 10208100240001 | Ladda upp en bild av detta fornminne |
| Valstad 24:2                          | Stensättning                |              | Valstad, Västergötland |       | 58.137475, 13.804961 | 10208100240002 | Ladda upp en bild av detta fornminne |
| Valstad 25:1                          | Stensättning                |              | Valstad, Västergötland |       | 58.139158, 13.803208 | 10208100250001 | Ladda upp en bild av detta fornminne |
| Valstad 26:1                          | Stensättning                |              | Valstad, Västergötland |       | 58.138228, 13.808496 | 10208100260001 | Ladda upp en bild av detta fornminne |
| Valstad 26:2                          | Stensättning                |              | Valstad, Västergötland |       | 58.137846, 13.808036 | 10208100260002 | Ladda upp en bild av detta fornminne |
| Valstad 27:1                          | Stensättning                |              | Valstad, Västergötland |       | 58.106207, 13.857302 | 10208100270001 | Ladda upp en bild av detta fornminne |
| Valstad 34:1                          | Stensättning                |              | Valstad, Västergötland |       | 58.118554, 13.844783 | 10208100340001 | Ladda upp en bild av detta fornminne |
| Valstad 35:1                          | Stensättning                |              | Valstad, Västergötland |       | 58.121278, 13.834164 | 10208100350001 | Ladda upp en bild av detta fornminne |
| Valstad 36:1                          | Stensättning                |              | Valstad, Västergötland |       | 58.122758, 13.831050 | 10208100360001 | Ladda upp en bild av detta fornminne |
| Valstad 36:2                          | Stensättning                |              | Valstad, Västergötland |       | 58.122535, 13.831208 | 10208100360002 | Ladda upp en bild av detta fornminne |
| Guabacken el Guaberget (Valstad 37:1) | Stensättning                |              | Valstad, Västergötland |       | 58.116311, 13.821034 | 10208100370001 | Ladda upp en bild av detta fornminne |
| Guabacken el Guaberget (Valstad 37:2) | Stensättning                |              | Valstad, Västergötland |       | 58.116132, 13.820998 | 10208100370002 | Ladda upp en bild av detta fornminne |
| Valstad 38:1                          | Hög                         |              | Valstad, Västergötland |       | 58.104863, 13.863104 | 10208100380001 | Ladda upp en bild av detta fornminne |
| Valstad 39:1                          | Hög                         |              | Valstad, Västergötland |       | 58.104493, 13.857602 | 10208100390001 | Ladda upp en bild av detta fornminne |
| Valstad 40:1                          | Stensättning                |              | Valstad, Västergötland |       | 58.102936, 13.858782 | 10208100400001 | Ladda upp en bild av detta fornminne |
| Valstad 40:2                          | Stensättning                |              | Valstad, Västergötland |       | 58.103380, 13.858776 | 10208100400002 | Ladda upp en bild av detta fornminne |
| Valstad 40:3                          | Stensättning                |              | Valstad, Västergötland |       | 58.103027, 13.859047 | 10208100400003 | Ladda upp en bild av detta fornminne |
| Valstad 40:4                          | Stensättning                |              | Valstad, Västergötland |       | 58.102800, 13.858886 | 10208100400004 | Ladda upp en bild av detta fornminne |
| Valstad 44:1                          | Hög                         |              | Valstad, Västergötland |       | 58.126645, 13.816113 | 10208100440001 | Ladda upp en bild av detta fornminne |
| Valstad 45:1                          | Grav markerad av sten/block |              | Valstad, Västergötland |       | 58.111146, 13.821880 | 10208100450001 | Ladda upp en bild av detta fornminne |
| Valstad 47:1                          | Stensättning                |              | Valstad, Västergötland |       | 58.106529, 13.806273 | 10208100470001 | Ladda upp en bild av detta fornminne |
| Valstad 57:1                          | Stensättning                |              | Valstad, Västergötland |       | 58.099970, 13.800918 | 10208100570001 | Ladda upp en bild av detta fornminne |
| Valstad 65:1                          | Hällristning                |              | Valstad, Västergötland |       | 58.110594, 13.817765 | 10208100650001 | Ladda upp en bild av detta fornminne |
| Valstad 66:1                          | Hällristning                |              | Valstad, Västergötland |       | 58.112303, 13.812689 | 10208100660001 | Ladda upp en bild av detta fornminne |
| Valstad 75:1                          | Stensättning                |              | Valstad, Västergötland |       | 58.112343, 13.803010 | 10208100750001 | Ladda upp en bild av detta fornminne |
| Valstad 75:2                          | Stensättning                |              | Valstad, Västergötland |       | 58.112457, 13.802674 | 10208100750002 | Ladda upp en bild av detta fornminne |
| Valstad 80:1                          | Stensättning                |              | Valstad, Västergötland |       | 58.135244, 13.808617 | 10208100800001 | Ladda upp en bild av detta fornminne |
| Valstad 80:2                          | Stensättning                |              | Valstad, Västergötland |       | 58.135167, 13.809218 | 10208100800002 | Ladda upp en bild av detta fornminne |
| Valstad 80:3                          | Stensättning                |              | Valstad, Västergötland |       | 58.135204, 13.808932 | 10208100800003 | Ladda upp en bild av detta fornminne |
| Valstad 80:4                          | Stensättning                |              | Valstad, Västergötland |       | 58.135332, 13.808952 | 10208100800004 | Ladda upp en bild av detta fornminne |
| Valstad 81:1                          | Stensättning                |              | Valstad, Västergötland |       | 58.136302, 13.809592 | 10208100810001 | Ladda upp en bild av detta fornminne |
| Valstad 92:1                          | Hällristning                |              | Valstad, Västergötland |       | 58.137961, 13.805463 | 10208100920001 | Ladda upp en bild av detta fornminne |
| Valstad 94:1                          | Hög                         |              | Valstad, Västergötland |       | 58.103732, 13.855392 | 10208100940001 | Ladda upp en bild av detta fornminne |
| Valstad 95:1                          | Stensättning                |              | Valstad, Västergötland |       | 58.103665, 13.860861 | 10208100950001 | Ladda upp en bild av detta fornminne |
| Valstad 95:2                          | Stensättning                |              | Valstad, Västergötland |       | 58.103566, 13.861642 | 10208100950002 | Ladda upp en bild av detta fornminne |
| Valstad 106:1                         | Gravfält                    |              | Valstad, Västergötland |       | 58.105056, 13.850982 | 10208101060001 | Ladda upp en bild av detta fornminne |
| Valstad 108:1                         | Stensättning                |              | Valstad, Västergötland |       | 58.105191, 13.833321 | 10208101080001 | Ladda upp en bild av detta fornminne |
| Valstad 112:2                         | Gravfält                    |              | Valstad, Västergötland |       | 58.115655, 13.856192 | 10208101120002 | Ladda upp en bild av detta fornminne |
| Valstad 113:1                         | Stensättning                |              | Valstad, Västergötland |       | 58.116269, 13.856060 | 10208101130001 | Ladda upp en bild av detta fornminne |
| Valstad 116:1                         | Stensättning                |              | Valstad, Västergötland |       | 58.097437, 13.829827 | 10208101160001 | Ladda upp en bild av detta fornminne |
| Valstad 123:1                         | Stensättning                |              | Valstad, Västergötland |       | 58.137054, 13.810145 | 10208101230001 | Ladda upp en bild av detta fornminne |
| Valstad (Valstad 125:1)               | Hällristning                |              | Valstad, Västergötland |       | 58.124178, 13.821684 | 10208101250001 | Ladda upp en bild av detta fornminne |
| Valstad 127:1                         | Hällristning                |              | Valstad, Västergötland |       | 58.102715, 13.795744 | 10208101270001 | Ladda upp en bild av detta fornminne |
| Valstad 127:2                         | Hällristning                |              | Valstad, Västergötland |       | 58.102645, 13.796130 | 10208101270002 | Ladda upp en bild av detta fornminne |
| Kymbo 1:1                             | Stensättning                |              | Valstad, Västergötland |       | 58.097460, 13.766960 | 10196000010001 | Ladda upp en bild av detta fornminne |

## Varv
| Namn                 | Lämningstyp      | Tillkomsttid | Historisk indelning | Plats       | Läge                 | ID-nr          | Bild                                 |
| -------------------- | ---------------- | ------------ | ------------------- | ----------- | -------------------- | -------------- | ------------------------------------ |
| Högeklint (Varv 2:1) | Fornborg         |              | Varv, Västergötland | Varvsberget | 58.200509, 13.794369 | 10208700020001 | Ladda upp en bild av detta fornminne |
| Varv 5:1             | Gravfält         |              | Varv, Västergötland |             | 58.196947, 13.826765 | 10208700050001 | Ladda upp en bild av detta fornminne |
| Varv 6:1             | Stenkammargrav   |              | Varv, Västergötland |             | 58.196224, 13.826499 | 10208700060001 | Ladda upp en bild av detta fornminne |
| Varv 11:1            | Hög              |              | Varv, Västergötland |             | 58.197772, 13.815626 | 10208700110001 | Ladda upp en bild av detta fornminne |
| Varv 12:1            | Stenkammargrav   |              | Varv, Västergötland |             | 58.200636, 13.817847 | 10208700120001 | Ladda upp en bild av detta fornminne |
| Varv 13:1            | Hög              |              | Varv, Västergötland |             | 58.204714, 13.817694 | 10208700130001 | Ladda upp en bild av detta fornminne |
| Varv 15:1            | Stensättning     |              | Varv, Västergötland |             | 58.204677, 13.836550 | 10208700150001 | Ladda upp en bild av detta fornminne |
| Varv 17:1            | Stensättning     |              | Varv, Västergötland |             | 58.212422, 13.823459 | 10208700170001 | Ladda upp en bild av detta fornminne |
| Varv 25:1            | Hällristning     |              | Varv, Västergötland |             | 58.199449, 13.825098 | 10208700250001 | Ladda upp en bild av detta fornminne |
| Varv 29:1            | Stenkammargrav   |              | Varv, Västergötland |             | 58.199758, 13.822679 | 10208700290001 | Ladda upp en bild av detta fornminne |
| Varv 31:1            | Begravningsplats |              | Varv, Västergötland |             | 58.193524, 13.806728 | 10208700310001 | Ladda upp en bild av detta fornminne |

## Velinga
| Namn                      | Lämningstyp                      | Tillkomsttid | Historisk indelning    | Plats       | Läge                 | ID-nr          | Bild                                      |
| ------------------------- | -------------------------------- | ------------ | ---------------------- | ----------- | -------------------- | -------------- | ----------------------------------------- |
| Velinga 1:1               | Stenkrets                        |              | Velinga, Västergötland |             | 58.107534, 13.914933 | 10208800010001 | Ladda upp en bild av detta fornminne      |
| Velinga 1:2               | Stensättning                     |              | Velinga, Västergötland |             | 58.107229, 13.914362 | 10208800010002 | Ladda upp en bild av detta fornminne      |
| Velinga 2:1               | Kyrka/kapell                     |              | Velinga, Västergötland |             | 58.106248, 13.913964 | 10208800020001 | Ladda upp en bild av detta fornminne      |
| Velinga 10:1              | Stensättning                     |              | Velinga, Västergötland |             | 58.101309, 13.910099 | 10208800100001 | Ladda upp en bild av detta fornminne      |
| Velinga 11:1              | Gravfält                         |              | Velinga, Västergötland |             | 58.102217, 13.904732 | 10208800110001 | Ladda upp en bild av detta fornminne      |
| Velinga 15:1              | Gravfält                         |              | Velinga, Västergötland |             | 58.113115, 13.957840 | 10208800150001 | Ladda upp en bild av detta fornminne      |
| Velinga 18:1              | Hög                              |              | Velinga, Västergötland |             | 58.113913, 13.958048 | 10208800180001 | Ladda upp en bild av detta fornminne      |
| Velinga 19:1              | Gravfält                         |              | Velinga, Västergötland |             | 58.113187, 13.962520 | 10208800190001 | Ladda upp en bild av detta fornminne      |
| Velinga 19:2              | Hög                              |              | Velinga, Västergötland |             | 58.112568, 13.962170 | 10208800190002 | Ladda upp en bild av detta fornminne      |
| Tomtahögen (Velinga 20:1) | Hög                              |              | Velinga, Västergötland |             | 58.113233, 13.972001 | 10208800200001 | Ladda upp en bild av detta fornminne      |
| Velinga 21:1              | Stensättning                     |              | Velinga, Västergötland |             | 58.114039, 13.970456 | 10208800210001 | Ladda upp en bild av detta fornminne      |
| Velinga 23:1              | Hög                              |              | Velinga, Västergötland |             | 58.106751, 13.974335 | 10208800230001 | Ladda upp en bild av detta fornminne      |
| Velinga 24:1              | Stenkrets                        |              | Velinga, Västergötland |             | 58.106029, 13.973636 | 10208800240001 | Ladda upp en bild av detta fornminne      |
| Velinga 26:1              | Stensättning                     |              | Velinga, Västergötland |             | 58.105178, 13.973390 | 10208800260001 | Ladda upp en bild av detta fornminne      |
| Velinga 26:2              | Hög                              |              | Velinga, Västergötland |             | 58.105237, 13.973243 | 10208800260002 | Ladda upp en bild av detta fornminne      |
| Velinga 26:3              | Stensättning                     |              | Velinga, Västergötland |             | 58.105336, 13.973209 | 10208800260003 | Ladda upp en bild av detta fornminne      |
| Velinga 29:1              | Stensättning                     |              | Velinga, Västergötland |             | 58.130720, 13.961326 | 10208800290001 | Ladda upp en bild av detta fornminne      |
| Velinga 30:1              | Röse                             |              | Velinga, Västergötland |             | 58.130132, 13.961268 | 10208800300001 | Ladda upp en bild av detta fornminne      |
| Velinga 31:1              | Gravfält                         |              | Velinga, Västergötland |             | 58.129076, 13.963549 | 10208800310001 | Ladda upp en bild av detta fornminne      |
| Velinga 34:1              | Stensättning                     |              | Velinga, Västergötland |             | 58.125578, 13.966770 | 10208800340001 | Ladda upp en bild av detta fornminne      |
| Velinga 35:1              | Stensättning                     |              | Velinga, Västergötland |             | 58.126743, 13.967005 | 10208800350001 | Ladda upp en bild av detta fornminne      |
| Velinga 35:2              | Stenkrets                        |              | Velinga, Västergötland |             | 58.126286, 13.966913 | 10208800350002 | Ladda upp en bild av detta fornminne      |
| Velinga 37:1              | Stensättning                     |              | Velinga, Västergötland |             | 58.131360, 13.968077 | 10208800370001 | Ladda upp en bild av detta fornminne      |
| Velinga 38:1              | Röse                             |              | Velinga, Västergötland |             | 58.127824, 13.963897 | 10208800380001 | Ladda upp en bild av detta fornminne      |
| Velinga 40:1              | Röse                             |              | Velinga, Västergötland |             | 58.127677, 13.965033 | 10208800400001 | Ladda upp en bild av detta fornminne      |
| Velinga 45:1              | Gravfält                         |              | Velinga, Västergötland |             | 58.123130, 13.941993 | 10208800450001 | Ladda upp en bild av detta fornminne      |
| Velinga 47:1              | Minnesmärke                      |              | Velinga, Västergötland |             | 58.135246, 13.929878 | 10208800470001 | Ladda upp en bild av detta fornminne      |
| Vg 140 (Velinga 48:1)     | Runristning                      |              | Velinga, Västergötland | Madängsholm | 58.134920, 13.929700 | 10208800480001 | Ladda upp en till bild av detta fornminne |
| Velinga 50:1              | Hög                              |              | Velinga, Västergötland |             | 58.091847, 13.931513 | 10208800500001 | Ladda upp en bild av detta fornminne      |
| Velinga 51:1              | Stenkrets                        |              | Velinga, Västergötland |             | 58.090310, 13.930187 | 10208800510001 | Ladda upp en bild av detta fornminne      |
| Velinga 51:2              | Stenkrets                        |              | Velinga, Västergötland |             | 58.090171, 13.930223 | 10208800510002 | Ladda upp en bild av detta fornminne      |
| Velinga 53:1              | Stensättning                     |              | Velinga, Västergötland |             | 58.088973, 13.930829 | 10208800530001 | Ladda upp en bild av detta fornminne      |
| Velinga 56:1              | Gravfält                         |              | Velinga, Västergötland |             | 58.088890, 13.934715 | 10208800560001 | Ladda upp en bild av detta fornminne      |
| Velinga 57:1              | Stensättning                     |              | Velinga, Västergötland |             | 58.090256, 13.932548 | 10208800570001 | Ladda upp en bild av detta fornminne      |
| Velinga 57:2              | Stenkrets                        |              | Velinga, Västergötland |             | 58.090349, 13.932529 | 10208800570002 | Ladda upp en bild av detta fornminne      |
| Velinga 57:3              | Stensättning                     |              | Velinga, Västergötland |             | 58.090001, 13.932985 | 10208800570003 | Ladda upp en bild av detta fornminne      |
| Velinga 57:4              | Stensättning                     |              | Velinga, Västergötland |             | 58.089864, 13.933123 | 10208800570004 | Ladda upp en bild av detta fornminne      |
| Velinga 58:1              | Stensättning                     |              | Velinga, Västergötland |             | 58.086390, 13.934462 | 10208800580001 | Ladda upp en bild av detta fornminne      |
| Velinga 59:1              | Stensättning                     |              | Velinga, Västergötland |             | 58.097659, 13.957322 | 10208800590001 | Ladda upp en bild av detta fornminne      |
| Velinga 59:2              | Stenkrets                        |              | Velinga, Västergötland |             | 58.097623, 13.957570 | 10208800590002 | Ladda upp en bild av detta fornminne      |
| Velinga 60:1              | Stensättning                     |              | Velinga, Västergötland |             | 58.089215, 13.949451 | 10208800600001 | Ladda upp en bild av detta fornminne      |
| Velinga 60:2              | Stensättning                     |              | Velinga, Västergötland |             | 58.089230, 13.949707 | 10208800600002 | Ladda upp en bild av detta fornminne      |
| Velinga 61:2              | Stensättning                     |              | Velinga, Västergötland |             | 58.090318, 13.954416 | 10208800610002 | Ladda upp en bild av detta fornminne      |
| Velinga 62:1              | Röse                             |              | Velinga, Västergötland |             | 58.084465, 13.945383 | 10208800620001 | Ladda upp en bild av detta fornminne      |
| Velinga 67:1              | Stensättning                     |              | Velinga, Västergötland |             | 58.126565, 13.920949 | 10208800670001 | Ladda upp en bild av detta fornminne      |
| Velinga 71:1              | Hög                              |              | Velinga, Västergötland |             | 58.114722, 13.943014 | 10208800710001 | Ladda upp en bild av detta fornminne      |
| Velinga 82:2              | Husgrund, förhistorisk/medeltida |              | Velinga, Västergötland |             | 58.106394, 13.913405 | 10208800820002 | Ladda upp en bild av detta fornminne      |
| Velinga 83:1              | Stensättning                     |              | Velinga, Västergötland |             | 58.102630, 13.902814 | 10208800830001 | Ladda upp en bild av detta fornminne      |
| Velinga 87:1              | Stensättning                     |              | Velinga, Västergötland |             | 58.089299, 13.935076 | 10208800870001 | Ladda upp en bild av detta fornminne      |

## Vättak
| Namn        | Lämningstyp                 | Tillkomsttid | Historisk indelning   | Plats | Läge                 | ID-nr          | Bild                                 |
| ----------- | --------------------------- | ------------ | --------------------- | ----- | -------------------- | -------------- | ------------------------------------ |
| Vättak 2:1  | Grav markerad av sten/block |              | Vättak, Västergötland |       | 58.093257, 13.857493 | 10210000020001 | Ladda upp en bild av detta fornminne |
| Vättak 2:2  | Grav markerad av sten/block |              | Vättak, Västergötland |       | 58.093292, 13.857355 | 10210000020002 | Ladda upp en bild av detta fornminne |
| Vättak 3:1  | Hög                         |              | Vättak, Västergötland |       | 58.093461, 13.858426 | 10210000030001 | Ladda upp en bild av detta fornminne |
| Vättak 3:2  | Hög                         |              | Vättak, Västergötland |       | 58.093476, 13.858147 | 10210000030002 | Ladda upp en bild av detta fornminne |
| Vättak 4:1  | Stensättning                |              | Vättak, Västergötland |       | 58.092986, 13.856887 | 10210000040001 | Ladda upp en bild av detta fornminne |
| Vättak 4:2  | Stensättning                |              | Vättak, Västergötland |       | 58.092982, 13.856619 | 10210000040002 | Ladda upp en bild av detta fornminne |
| Vättak 4:3  | Stensättning                |              | Vättak, Västergötland |       | 58.092848, 13.856707 | 10210000040003 | Ladda upp en bild av detta fornminne |
| Vättak 7:1  | Röse                        |              | Vättak, Västergötland |       | 58.075992, 13.850918 | 10210000070001 | Ladda upp en bild av detta fornminne |
| Vättak 8:1  | Stensättning                |              | Vättak, Västergötland |       | 58.080648, 13.849397 | 10210000080001 | Ladda upp en bild av detta fornminne |
| Vättak 9:1  | Hög                         |              | Vättak, Västergötland |       | 58.085099, 13.867808 | 10210000090001 | Ladda upp en bild av detta fornminne |
| Vättak 11:1 | Stensättning                |              | Vättak, Västergötland |       | 58.097735, 13.856764 | 10210000110001 | Ladda upp en bild av detta fornminne |
| Vättak 12:1 | Stensättning                |              | Vättak, Västergötland |       | 58.097709, 13.858073 | 10210000120001 | Ladda upp en bild av detta fornminne |
| Vättak 13:1 | Hög                         |              | Vättak, Västergötland |       | 58.093419, 13.866420 | 10210000130001 | Ladda upp en bild av detta fornminne |
| Vättak 15:1 | Stensättning                |              | Vättak, Västergötland |       | 58.093578, 13.864533 | 10210000150001 | Ladda upp en bild av detta fornminne |
| Vättak 17:1 | Stensättning                |              | Vättak, Västergötland |       | 58.096678, 13.878126 | 10210000170001 | Ladda upp en bild av detta fornminne |
| Vättak 18:1 | Stensättning                |              | Vättak, Västergötland |       | 58.099018, 13.880192 | 10210000180001 | Ladda upp en bild av detta fornminne |
| Vättak 19:1 | Stensättning                |              | Vättak, Västergötland |       | 58.092185, 13.875005 | 10210000190001 | Ladda upp en bild av detta fornminne |
| Vättak 19:2 | Stensättning                |              | Vättak, Västergötland |       | 58.091992, 13.875449 | 10210000190002 | Ladda upp en bild av detta fornminne |
| Vättak 32:1 | Stensättning                |              | Vättak, Västergötland |       | 58.101920, 13.852148 | 10210000320001 | Ladda upp en bild av detta fornminne |
| Vättak 32:2 | Stensättning                |              | Vättak, Västergötland |       | 58.102235, 13.852358 | 10210000320002 | Ladda upp en bild av detta fornminne |

## Östra Gerum
| Namn                         | Lämningstyp    | Tillkomsttid | Historisk indelning        | Plats | Läge                 | ID-nr          | Bild                                 |
| ---------------------------- | -------------- | ------------ | -------------------------- | ----- | -------------------- | -------------- | ------------------------------------ |
| Östra Gerum 1:1              | Hög            |              | Östra Gerum, Västergötland |       | 58.132978, 13.736272 | 10211200010001 | Ladda upp en bild av detta fornminne |
| Östra Gerum 2:1              | Stenkammargrav |              | Östra Gerum, Västergötland |       | 58.132825, 13.739545 | 10211200020001 | Ladda upp en bild av detta fornminne |
| Östra Gerum 3:1              | Hög            |              | Östra Gerum, Västergötland |       | 58.132997, 13.739331 | 10211200030001 | Ladda upp en bild av detta fornminne |
| Östra Gerum 3:2              | Stenkrets      |              | Östra Gerum, Västergötland |       | 58.133124, 13.739468 | 10211200030002 | Ladda upp en bild av detta fornminne |
| Östra Gerum 3:3              | Stensättning   |              | Östra Gerum, Västergötland |       | 58.133266, 13.739625 | 10211200030003 | Ladda upp en bild av detta fornminne |
| Östra Gerum 3:4              | Stensättning   |              | Östra Gerum, Västergötland |       | 58.133349, 13.739466 | 10211200030004 | Ladda upp en bild av detta fornminne |
| Östra Gerum 4:1              | Gravfält       |              | Östra Gerum, Västergötland |       | 58.132634, 13.745060 | 10211200040001 | Ladda upp en bild av detta fornminne |
| Östra Gerum 6:1              | Hög            |              | Östra Gerum, Västergötland |       | 58.129644, 13.745032 | 10211200060001 | Ladda upp en bild av detta fornminne |
| Kungaröret (Östra Gerum 7:1) | Stenkammargrav |              | Östra Gerum, Västergötland |       | 58.135041, 13.752824 | 10211200070001 | Ladda upp en bild av detta fornminne |
| Östra Gerum 8:1              | Gravfält       |              | Östra Gerum, Västergötland |       | 58.127214, 13.759767 | 10211200080001 | Ladda upp en bild av detta fornminne |
| Östra Gerum 9:1              | Stensättning   |              | Östra Gerum, Västergötland |       | 58.138221, 13.744378 | 10211200090001 | Ladda upp en bild av detta fornminne |
| Östra Gerum 9:2              | Stensättning   |              | Östra Gerum, Västergötland |       | 58.138272, 13.744631 | 10211200090002 | Ladda upp en bild av detta fornminne |
| Östra Gerum 10:1             | Stensättning   |              | Östra Gerum, Västergötland |       | 58.140615, 13.755826 | 10211200100001 | Ladda upp en bild av detta fornminne |
| Östra Gerum 11:1             | Stensättning   |              | Östra Gerum, Västergötland |       | 58.141591, 13.763011 | 10211200110001 | Ladda upp en bild av detta fornminne |
| Östra Gerum 12:1             | Stensättning   |              | Östra Gerum, Västergötland |       | 58.137489, 13.765053 | 10211200120001 | Ladda upp en bild av detta fornminne |
| Östra Gerum 12:2             | Stensättning   |              | Östra Gerum, Västergötland |       | 58.137317, 13.765070 | 10211200120002 | Ladda upp en bild av detta fornminne |
| Östra Gerum 14:1             | Hög            |              | Östra Gerum, Västergötland |       | 58.141446, 13.765245 | 10211200140001 | Ladda upp en bild av detta fornminne |
| Östra Gerum 19:1             | Stenkrets      |              | Östra Gerum, Västergötland |       | 58.144581, 13.765547 | 10211200190001 | Ladda upp en bild av detta fornminne |
| Östra Gerum 20:1             | Stensättning   |              | Östra Gerum, Västergötland |       | 58.146533, 13.763859 | 10211200200001 | Ladda upp en bild av detta fornminne |
| Östra Gerum 21:1             | Stensättning   |              | Östra Gerum, Västergötland |       | 58.138607, 13.724009 | 10211200210001 | Ladda upp en bild av detta fornminne |
| Östra Gerum 21:2             | Stensättning   |              | Östra Gerum, Västergötland |       | 58.138471, 13.723716 | 10211200210002 | Ladda upp en bild av detta fornminne |
| Östra Gerum 22:1             | Stensättning   |              | Östra Gerum, Västergötland |       | 58.138674, 13.725504 | 10211200220001 | Ladda upp en bild av detta fornminne |
| Östra Gerum 22:2             | Stensättning   |              | Östra Gerum, Västergötland |       | 58.138504, 13.725515 | 10211200220002 | Ladda upp en bild av detta fornminne |
| Östra Gerum 23:1             | Gravfält       |              | Östra Gerum, Västergötland |       | 58.139028, 13.726807 | 10211200230001 | Ladda upp en bild av detta fornminne |
| Östra Gerum 24:1             | Stensättning   |              | Östra Gerum, Västergötland |       | 58.138111, 13.727097 | 10211200240001 | Ladda upp en bild av detta fornminne |
| Östra Gerum 56:1             | Stensättning   |              | Östra Gerum, Västergötland |       | 58.149644, 13.763140 | 10211200560001 | Ladda upp en bild av detta fornminne |
| Östra Gerum 57:1             | Hög            |              | Östra Gerum, Västergötland |       | 58.137215, 13.750685 | 10211200570001 | Ladda upp en bild av detta fornminne |
| Östra Gerum 66:1             | Stensättning   |              | Östra Gerum, Västergötland |       | 58.130424, 13.744039 | 10211200660001 | Ladda upp en bild av detta fornminne |
| Östra Gerum 66:2             | Stensättning   |              | Östra Gerum, Västergötland |       | 58.130505, 13.744183 | 10211200660002 | Ladda upp en bild av detta fornminne |